# Государственная дума Российской Федерации VI созыва
Госуда́рственная ду́ма Федера́льного собра́ния Росси́йской Федера́ции VI созыва — одна из палат представительного и законодательного органа Российской Федерации, избранная 4 декабря 2011 года.
Срок полномочий:
- Дата начала — 21 декабря 2011 года[1]
- Дата окончания — 5 октября 2016 года[2].

Заседания проводились с 21 декабря 2011 года до 24 июня 2016 года.
Председатель — Нарышкин, Сергей Евгеньевич, фракция «Единая Россия», избранный 21 декабря 2011 года постановлением Государственной Думы № 4-6. До избрания спикера на первом пленарном заседании председательствовали старейшие депутаты: избранный от «Единой России» 87-летний Владимир Долгих (сложил полномочия депутата, будучи назначенным 13 сентября 2013 года в Совет Федерации) и избранный от КПРФ лауреат Нобелевской премии 81-летний Жорес Алфёров.

## Выборы
Для формирования фракции в Думе избираемой партии требовалось набрать не менее 7 % (партия, набравшая от 5 до 6 %, получила бы один депутатский мандат, от 6 до 7 % — два), при этом отсутствовали нижний порог явки и возможность голосовать против всех. Голосование проходило по пропорциональной системе по единому федеральному округу, членам одной партии было запрещено проходить по спискам другой, а партиям запрещено объединяться в выборные блоки.
На выборы было выдвинуто 7 партий.

### Итоги выборов
По данным на 10 часов утра 5 декабря 2011 года, явка составила 60,2 %. По словам главы ЦИК РФ Владимира Чурова, это немного меньше, чем на выборах 2007 года.
Согласно итогам выборов, в Думу прошло 4 партии — Единая Россия, КПРФ, Справедливая Россия и ЛДПР. Остальные три партии, Партия «Яблоко», Партия «Правое дело» и Партия «Патриоты России», набравшие в совокупности около 5 % голосов, не набрали по отдельности необходимого процента голосов избирателей, и в Думе не представлены.
В отличие от Думы 5 созыва, фракция «Единой России» сократилась с 315 депутатов (более 2/3 мест) до 238 (что немногим более 1/2), но сохранила парламентское большинство, однако потеряла квалифицированное большинство. Остальные партии усилили свои позиции. Партия «Справедливая Россия» переместилась с 4-го места на 3-е, потеснив «ЛДПР». Ранее партии «Справедливая Россия» социологи предсказывали возможность непопадания в Госдуму.

### Протесты против выборов
После выборов в Государственную думу VI созыва 4 декабря 2011 года по России прокатились массовые политические выступления граждан, продолжавшиеся во время кампании по выборам Президента России и после состоявшихся 4 марта 2012 года президентских выборов, на которых В. В. Путин официально победил в первом туре.
Участники акций заявляли, что выборы сопровождались нарушениями законодательства и массовыми фальсификациями.

## СоставГосударственной думы Российской Федерации6 созыва[11]

### Фракционный состав
| Фракция                                              | Число депутатов | % от общего числа депутатов | % на выборах |
| Фракция «Единая Россия»                              | 238             | 53 %                        | 49,32 %      |
| Фракция Коммунистической партии Российской Федерации | 92              | 20 %                        | 19,19 %      |
| Фракция «Справедливая Россия»                        | 64              | 14 %                        | 13,24 %      |
| Фракция ЛДПР                                         | 56              | 12 %                        | 11,67 %      |

- Партии которые не преодолели ни 7 %, ни 5 % (что позволило бы представить одного своего депутата).

См. также Выборы в Государственную думу (2011)
| Фракция                  | Лидер            | Процент голосов |
| ------------------------ | ---------------- | --------------- |
| Партия «Яблоко»          | Сергей Митрохин  | 3,43 %          |
| Партия «Патриоты России» | Геннадий Семигин | 0,97 %          |
| Партия «Правое дело»     | Андрей Дунаев    | 0,6 %           |

### Руководство[12]
- Председатель ГД — Сергей Нарышкин, фракция Единая Россия. Избран Постановлением Государственной Думы от 21 декабря 2011 года № 4-6 ГД[13].

В соответствии с Постановлением Государственной Думы от 21 декабря 2011 года № 7-6 ГД избраны:
- Первые заместители председателя ГД — Александр Жуков (Единая Россия), Иван Мельников (КПРФ)
- Заместители председателя ГД — Воробьёв, Андрей Юрьевич (Единая Россия) (сложил полномочия депутата в ноябре 2012 года), Игорь Лебедев (ЛДПР), Николай Левичев (Справедливая Россия), Морозов, Олег Викторович (Единая Россия) (сложил полномочия депутата в июне 2012 года), Сергей Неверов (Единая Россия), Швецова, Людмила Ивановна (скончалась 28 октября 2014 года) (Единая Россия)

В соответствии с тем же Постановлением Государственной Думы избраны председатели Комитетов Государственной Думы:
- Комитет по конституционному законодательству и государственному строительству — Владимир Плигин (Единая Россия);
- Комитет по гражданскому, уголовному, арбитражному и процессуальному законодательству — Павел Крашенинников (Единая Россия);
- Комитет по труду, социальной политике и делам ветеранов — Андрей Исаев (Единая Россия);
- Комитет по бюджету и налогам — Андрей Макаров (Единая Россия);
- Комитет по финансовому рынку — Наталья Бурыкина (Единая Россия);
- Комитет по экономической политике, инновационному развитию и предпринимательству — Игорь Руденский (Единая Россия);
- Комитет по вопросам собственности — Сергей Гаврилов (КПРФ);
- Комитет по промышленности — Сергей Собко (КПРФ);
- Комитет по земельным отношениям и строительству — Алексей Русских (КПРФ);
- Комитет по науке и наукоёмким отношениям — Валерий Черешнев (Справедливая Россия);
- Комитет по энергетике — Иван Грачёв (Справедливая Россия);
- Комитет по транспорту — Евгений Москвичев (Единая Россия);
- Комитет по обороне — Владимир Комоедов (КПРФ) уроженец города Никополь Днепропетровской области Украинской ССР;
- Комитет по безопасности и противодействию коррупции — Ирина Яровая (Единая Россия) уроженка города Макеевка Донецкой области Украинской ССР;
- Комитет по международным делам — Алексей Пушков (Единая Россия) уроженец города Пекин КНР;
- Комитет по делам СНГ и связям с соотечественниками — Леонид Слуцкий (ЛДПР);
- Комитет по федеративному устройству и вопросам местного самоуправления — Виктор Кидяев (Единая Россия);
- Комитет по региональной политике и проблемам Севера и Дальнего Востока — Николай Харитонов (КПРФ);
- Комитет по Регламенту и организации работы Государственной думы — Габдрахманов Ильдар Нуруллович (Единая Россия) (сложил полномочия депутата в ноябре 2012 года);
- Комитет по охране здоровья — Сергей Фургал (ЛДПР);
- Комитет по образованию — Александр Дегтярёв (Единая Россия);
- Комитет по вопросам семьи, женщин и детей — Елена Мизулина (Справедливая Россия);
- Комитет по аграрным вопросам — Николай Панков (Единая Россия);
- Комитет по природным ресурсам, природопользованию и экологии — Владимир Кашин (КПРФ);
- Комитет по культуре — Станислав Говорухин (Единая Россия) заслуженный деятель искусств Украинской ССР, двадцать лет проживший в городе Одесса;
- Комитет по делам общественных объединений и религиозных организаций — Островский, Алексей Владимирович (ЛДПР) (сложил полномочия депутата в апреле 2012 года);
- Комитет по делам национальностей — Гаджимет Сафаралиев (Единая Россия);
- Комитет по физической культуре, спорту и делам молодёжи — Игорь Ананских (ЛДПР);
- Комитет по жилищной политике и жилищно-коммунальному хозяйству — Галина Хованская (Справедливая Россия).

## Список депутатов
| ФИО                                                                 | год рожд. | фракция | мандат | региональная группа (№ в списке)                                                                                        | в должности                                                                     | до избрания |
| ------------------------------------------------------------------- | --------- | ------- | --- | --- | ------------------------------------------------------------------------------- | --- |
| Яровая Ирина Анатольевна                                            | 1966      | ЕР      | передан мандат Д. А. Медведева (президент России) через В. И. Илюхина (губернатор Камчатского края) | 24 — Камчатский край (№ 2)                                                                                              |                                                                                 | депутат Госдумы 5 созыва |
| Аршинова Алёна Игоревна                                             | 1985      | ЕР      | передан мандат Косачёва К. К. | 60 — Пензенская область (№ 5)                                                                                           | с 04.04.2012                                                                    | Сопредседатель Координационного совета «Молодая Гвардия Единой России» |
| Аскендеров Заур Асевович                                            | 1970      | ЕР      | передан мандат | 5 — Республика Дагестан (№ 13)                                                                                          | с 21.03.2012                                                                    | В 2008 году возглавил Международную транснациональную инвестиционную компанию «Алвисагрупп» (вместе с братом, Камилём Аскендеровым). |
| Акулов Тимур Юрьевич                                                | 1953      | ЕР      | передан мандат Морозова О. В. | 16 — Республика Татарстан (№ 16)                                                                                        | с 29.06.2012                                                                    | помощник Президента Республики Татарстан |
| Иванов Валерий Викторович                                           | 1960      | ЕР      | передан мандат Яковлевой Т. В. | 40 — Ивановская область (№ 3)                                                                                           | с 19.07.2012                                                                    | Председатель Общественной палаты Ивановской области |
| Казакова Ольга Михайловна                                           | 1968      | ЕР      | передан мандат | 29 — Ставропольский край (№ 6)                                                                                          | с 22.05.2012                                                                    | министр культуры Ставропольского края |
| Тимофеева Ольга Викторовна                                          | 1977      | ЕР      | передан мандат | 29 — Ставропольский край (№ 7)                                                                                          | с 22.05.2012                                                                    | Продюсер спецпроектов сети студий коммерческого вещания Ставрополя (ООО «Ставрополь ТВ») |
| Натхо Разиет Хамедовна                                              | 1961      | ЕР      | передан мандат М. К. Кумпилова (премьер-министр Республики Адыгея) через И. В. Ширину (депутат Госсовета— Хасэ Адыгеи) | 1 — Республика Адыгея (№ 3)                                                                                             |                                                                                 | министр здравоохранения Республики Адыгея |
| Поцяпун Владимир Тимофеевич                                         | 1964      | ЕР      | передан мандат Р. З. Хамитова (глава Республики Башкортостан) | 3 — Республика Башкортостан (№ 14)                                                                                      |                                                                                 | зам. гендиректора ФГУП «Предприятие по обращению с радиоактивными отходами „РосРАО“» |
| Крашенников Павел Владимирович                                      | 1964      | ЕР      | избран | 3 — Республика Башкортостан (№ 2)                                                                                       |                                                                                 | депутат Госдумы 5 созыва |
| Рахматуллина Зугура Ягануровна                                      | 1961      | ЕР      | избрана | 3 — Республика Башкортостан (№ 3)                                                                                       |                                                                                 | зам. премьер-министра Республики Башкортостан |
| Качкаев Павел Рюрикович                                             | 1951      | ЕР      | избран | 3 — Республика Башкортостан (№ 4)                                                                                       |                                                                                 | глава администрации Уфы |
| Юсупов Марсель Харисович                                            | 1969      | ЕР      | избран | 3 — Республика Башкортостан (№ 5)                                                                                       |                                                                                 | депутат Госдумы 5 созыва |
| Дегтярёв Александр Николаевич                                       | 1952      | ЕР      | избран | 3 — Республика Башкортостан (№ 6)                                                                                       |                                                                                 | ректор Уфимской государственной академии экономики и сервиса, депутат Госсобрания—Курултая Башкортостана |
| Фахритдинов Иршат Юнирович                                          | 1965      | ЕР      | избран | 3 — Республика Башкортостан (№ 8)                                                                                       |                                                                                 | депутат Госдумы 5 созыва |
| Баталова Рима Акбердиновна                                          | 1964      | ЕР      | избрана | 3 — Республика Башкортостан (№ 9)                                                                                       |                                                                                 | спортсмен-инструктор МБОУ ДОД «Специализированная детско-юношеская спортивная школа олимпийского резерва № 15» Уфы |
| Махмутов Анвар Анасович                                             | 1955      | ЕР      | избран | 3 — Республика Башкортостан (№ 10)                                                                                      |                                                                                 | зам. премьер-министра Башкортостана |
| Климов Виктор Владимирович                                          | 1968      | ЕР      | избран | 3 — Республика Башкортостан (№ 11)                                                                                      |                                                                                 | исполнительный директор общественной организации малого и среднего предпринимательства «Опора России» |
| Мурзабаева Салия Шарифьяновна                                       | 1957      | ЕР      | избрана | 3 — Республика Башкортостан (№ 12)                                                                                      |                                                                                 | депутат Госдумы 5 созыва |
| Марданшин Рафаэль Мирхатимович                                      | 1961      | ЕР      | избран | 3 — Республика Башкортостан (№ 13)                                                                                      |                                                                                 | индивидуальный предприниматель |
| Слипенчук Михаил Викторович                                         | 1956      | ЕР      | передан мандат В. В. Наговицына (глава Республики Бурятия) | 4 — Республика Бурятия (№ 2)                                                                                            |                                                                                 | гендиректор инвестиционной финансовой компании «МЕТРОПОЛЬ», депутат Совета депутатов Еравнинского района |
| Гаджиев Мурад Станиславович                                         | 1961      | ЕР      | передан мандат М. М. Магомедова (президент Республики Дагестан) | 5 — Республика Дагестан (№ 11)                                                                                          |                                                                                 | гендиректор ОАО «Дербентский коньячный комбинат», депутат Народного Собрания Республики Дагестан |
| Умаханов Умахан Магомедгаджиевич                                    | 1965      | ЕР      | передан мандат М-С. Б. Магомедова (председатель Народного Собрания РД) | 5 — Республика Дагестан (№ 12)                                                                                          |                                                                                 | президент Федерации Ушу Саньда (Саньшоу) России |
| Абдулатипов Рамазан Гаджимурадович                                  | 1946      | ЕР      | избран | 5 — Республика Дагестан (№ 3)                                                                                           |                                                                                 | ректор Московского государственного университета культуры и искусств |
| Гаджиев Магомед Тажудинович                                         | 1965      | ЕР      | избран | 5 — Республика Дагестан (№ 4)                                                                                           |                                                                                 | депутат Госдумы 5 созыва |
| Шихсаидов Хизри Исаевич                                             | 1947      | ЕР      | избран | 5 — Республика Дагестан (№ 5)                                                                                           |                                                                                 | депутат Госдумы 5 созыва, президент футбольного клуба «Анжи» |
| Курбанов Ризван Даниялович                                          | 1961      | ЕР      | избран | 5 — Республика Дагестан (№ 6)                                                                                           |                                                                                 | первый зам. председателя правительства Республики Дагестан |
| Гасанов Магомедкади Набиевич                                        | 1962      | ЕР      | избран | 5 — Республика Дагестан (№ 7)                                                                                           |                                                                                 | депутат Госдумы 5 созыва |
| Сафаралиев Гаджимет Керимович                                       | 1950      | ЕР      | избран | 5 — Республика Дагестан (№ 8)                                                                                           |                                                                                 | депутат Госдумы 5 созыва |
| Амирилаев Адам Баширович                                            | 1963      | ЕР      | избран | 5 — Республика Дагестан (№ 9)                                                                                           |                                                                                 | депутат Госдумы 5 созыва |
| Балашов, Балаш Курбанмагомедович                                    | 1954      | ЕР      | избран | 5 — Республика Дагестан (№ 10)                                                                                          |                                                                                 | гендиректор ОАО «РАС» |
| Хамчиев, Белан Багаудинович                                         | 1960      | ЕР      | передан мандат Ю-б. Б. Евкурова (президент Республики Ингушетия) | 6 — Республика Ингушетия (№ 2)                                                                                          |                                                                                 | депутат Госдумы 5 созыва |
| Васильев, Юрий Викторович                                           | 1951      | ЕР      | передан мандат А. Б. Канокова (президент Республики Кабардино-Балкария) | 7 — Республика Кабардино-Балкария (№ 4)                                                                                 |                                                                                 | депутат Госдумы 5 созыва |
| Шхагошев, Адальби Люлевич                                           | 1967      | ЕР      | избран | 7 — Республика Кабардино-Балкария (№ 2)                                                                                 |                                                                                 | депутат Госдумы 5 созыва |
| Геккиев, Заур Далхатович                                            | 1961      | ЕР      | избран | 7 — Республика Кабардино-Балкария (№ 3)                                                                                 |                                                                                 | зам. гендиректора по работе с органами власти и связям с общественностью Межрегиональной распределительной сетевой компании Северного Кавказа, депутат Парламента Кабардино-Балкарской Республики                                        |
| Мукабенова, Марина Алексеевна                                       | 1982      | ЕР      | передан мандат А. М. Орлова (глава Республики Калмыкия) | 8 — Республика Калмыкия (№ 2)                                                                                           |                                                                                 | депутат Госдумы 5 созыва |
| Эркенов, Ахмат Чокаевич                                             | 1951      | ЕР      | передан мандат Р. Б. Темрезова (глава Карачаево-Черкесской Республики) | 9 — Карачаево-Черкесская Республика (№ 3)                                                                               |                                                                                 | депутат Госдумы 5 созыва |
| Старшинов, Михаил Евгеньевич                                        | 1971      | ЕР      | избран | 9 — Карачаево-Черкесская Республика (№ 2)                                                                               |                                                                                 | депутат Госдумы 5 созыва |
| Пивненко, Валентина Николаевна                                      | 1947      | ЕР      | избрана | 10 — Республика Карелия (№ 1)                                                                                           |                                                                                 | депутат Госдумы 5 созыва |
| Поневежский, Владимир Александрович                                 | 1951      | ЕР      | передан мандат В. М. Гайзера (глава Республики Коми) | 11 — Республика Коми (№ 3)                                                                                              |                                                                                 | прокурор Республики Коми |
| Кузьминых, Тамара Гавриловна                                        | 1937      | ЕР      | избрана | 11 — Республика Коми (№ 2)                                                                                              |                                                                                 | пенсионерка |
| Шемякин, Владимир Леонидович                                        | 1969      | ЕР      | передан мандат Л. И. Маркелова (глава Республики Марий Эл) | 12 — Республика Марий Эл (№ 2)                                                                                          |                                                                                 | гендиректор ЗАО «Видео Интернешнл „Тренд“» |
|                                                                     | 1965      | ЕР      | передан мандат Н. И. Меркушкина (глава Республики Мордовия) | 13 — Республика Мордовия (№ 5)                                                                                          |                                                                                 | старший помощник главы Республики Мордовия по связям с Федеральным Собранием РФ |
| Осипов, Вячеслав Константинович                                     | 1937      | ЕР      | избран | 13 — Республика Мордовия (№ 2)                                                                                          | 15.12.2011—19.12.2012 скончался, мандат передан…                                | депутат Госдумы 5 созыва |
| Ефимов, Виталий Борисович                                           | 1940      | ЕР      | избран | 13 — Республика Мордовия (№ 3)                                                                                          |                                                                                 | президент объединения юридических лиц «Союз транспортников России» |
| Школкина, Надежда Васильевна                                        | 1970      | ЕР      | избрана | 13 — Республика Мордовия (№ 4)                                                                                          |                                                                                 | депутат Госдумы 5 созыва |
| Николаев, Михаил Ефимович                                           | 1937      | ЕР      | передан мандат Е. А. Борисова (президент Республики Саха (Якутия)) через В. А. Штырова (зам. председателя Совета Федерации) | 14 — Республика Саха (Якутия) (№ 3)                                                                                     |                                                                                 | государственный советник Республики Саха (Якутия) в администрации президента и правительства республики |
| Агузаров, Тамерлан Кимович                                          | 1963      | ЕР      | передан мандат Т. Д. Мамсурова (Глава Республики Северная Осетия — Алания) | 15 — Республика Северная Осетия - Алания (№ 3)                                                                          |                                                                                 | председатель Верховного Суда Республики Северная Осетия — Алания |
| Хадарцев, Махарбек Хазбиевич                                        | 1964      | ЕР      | избран | 15 — Республика Северная Осетия - Алания (№ 2)                                                                          |                                                                                 | гендиректор Владикавказского пивобезалкогольного завода «Дарьял», депутат Парламента Республики Северная Осетия — Алания |
| Хайруллин, Айрат Назипович                                          | 1970      | ЕР      | передан мандат Р. Н. Минниханова (Президент Республики Татарстан) | 16 — Республика Татарстан (№ 14)                                                                                        |                                                                                 | депутат Госдумы 5 созыва |
| Сибагатуллин, Фатих Саубанович                                      | 1950      | ЕР      | передан мандат Ф. Х. Мухаметшина (председатель Госсовета Республики Татарстан) | 16 — Республика Татарстан (№ 15)                                                                                        |                                                                                 | депутат Госдумы 5 созыва |
| Морозов, Олег Викторович                                            | 1953      | ЕР      | избран | 16 — Республика Татарстан (№ 3)                                                                                         |                                                                                 | депутат Госдумы 5 созыва, первый зам. председателя |
| Кабаева, Алина Маратовна                                            | 1983      | ЕР      | избрана | 16 — Республика Татарстан (№ 4)                                                                                         |                                                                                 | депутат Госдумы 5 созыва |
| Гильмутдинов, Ильдар Ирекович                                       | 1962      | ЕР      | избран | 16 — Республика Татарстан (№ 5)                                                                                         |                                                                                 | депутат Госдумы 5 созыва |
| Когогина, Альфия Гумаровна                                          | 1968      | ЕР      | избрана | 16 — Республика Татарстан (№ 6)                                                                                         |                                                                                 | директор по лизингу и развитию продаж ОАО «КАМАЗ» — директор департамента развития финансового сервиса. |
| Богуславский, Ирек Борисович                                        | 1967      | ЕР      | избран | 16 — Республика Татарстан (№ 7)                                                                                         |                                                                                 | депутат и первый зам. председателя Госдумы 5 созыва |
| Бариев, Марат Мансурович                                            | 1961      | ЕР      | избран | 16 — Республика Татарстан (№ 8)                                                                                         |                                                                                 | исполнительный директор и генеральный секретарь Олимпийского комитета России" |
| Ильясов, Радик Сабитович                                            | 1951      | ЕР      | избран | 16 — Республика Татарстан (№ 9)                                                                                         |                                                                                 | исполнительный директор — генеральный директор ОАО «Нижнекамскшина» (входит в УК Татнефть-Нефтехим", дочернее общество ОАО «Татнефть»), депутат Госсовета Республики Татарстан                                                           |
| Хайров, Ринат Шамильевич                                            | 1964      | ЕР      | избран | 16 — Республика Татарстан (№ 10)                                                                                        |                                                                                 | первый зам. гендиректора ОАО «Концерн Радиоэлектронные технологии» |
| Сидякин, Александр Геннадьевич                                      | 1977      | ЕР      | избран | 16 — Республика Татарстан (№ 11)                                                                                        |                                                                                 | секретарь Федерации независимых профсоюзов России, руководитель Департамента коллективных действий и развития профсоюзного движения |
| Абубакиров, Ришат Фазлутдинович                                     | 1959      | ЕР      | избран | 16 — Республика Татарстан (№ 12)                                                                                        |                                                                                 | глава Альметьевского района, глава города Альметьевска, депутат Альметьевского городского Совета |
| Галимарданов, Марсел Магфурович                                     | 1951      | ЕР      | избран | 16 — Республика Татарстан (№ 13)                                                                                        |                                                                                 | главный федеральный инспектор по Республике Татарстан аппарата полпреда президента РФ в Приволжском федеральном округе Г. А. Рапоты |
| Шойгу, Лариса Кужугетовна                                           | 1953      | ЕР      | передан мандат Ш. В. Кара-оола (председатель правительства Республики Тыва) | 17 — Республика Тыва (№ 2)                                                                                              |                                                                                 | депутат Госдумы 5 созыва |
| Аброськин, Николай Павлович                                         | 1951      | ЕР      | передан мандат А. А. Волкова (президент Удмуртской Республики) | 18 — Удмуртская Республика (№ 3)                                                                                        |                                                                                 | советник Министра обороны Российской Федерации А. Э. Сердюкова |
| Агаев, Бекхан Вахаевич                                              | 1975      | ЕР      | передан мандат Н. Н. Мусалимова (депутат Госдумы 5 созыва) | 18 — Удмуртская Республика (№ 4)                                                                                        |                                                                                 | вице-президент ООО «Юг-Нефтепродукт» |
| Максимова, Надежда Сергеевна                                        | 1942      | ЕР      | передан мандат В. М. Зимина (глава и председатель правительства Республики Хакасия) | 19 — Республика Хакасия (№ 2)                                                                                           |                                                                                 | депутат Госдумы 5 созыва |
| Вахаев, Хож-Магомед Хумайдович                                      | 1949      | ЕР      | передан мандат Р. А. Кадырова (глава Чеченской Республика) | 20 — Чеченская Республика (№ 5)                                                                                         |                                                                                 | депутат Госдумы 5 созыва |
| Селимханов, Магомед Саламович                                       | 1976      | ЕР      | передан мандат О. Х. Байсултанова (председатель правительства Чеченской Республика) | 20 — Чеченская Республика (№ 6)                                                                                         |                                                                                 | зам. председателя правительства Чеченской Республики — руководитель администрации главы и правительства Чеченской Республики |
| Саралиев, Шамсаил Юнусович                                          | 1973      | ЕР      | передан мандат Д. Б. Абдурахманова (председатель парламента Чеченской Республика) | 20 — Чеченская Республика (№ 7)                                                                                         |                                                                                 | министр Чеченской Республики по внешним связям, национальной политике, печати и информации |
| Делимханов, Адам Султанович                                         | 1969      | ЕР      | избран | 20 — Чеченская Республика (№ 4)                                                                                         |                                                                                 | депутат Госдумы 5 созыва |
| Тихонов, Руслан Кронидович                                          | 1955      | ЕР      | передан мандат М. В. Игнатьева (президент Чувашской Республики) через А. В. Самойлову (главврач ГУЗ «Президентский перинатальный центр») | 21 — Чувашская Республика (№ 4)                                                                                         |                                                                                 | главный федеральный инспектор по Чувашской Республике аппарата полпреда президента РФ в Приволжском федеральном округе Г. А. Рапоты |
| Косачёв, Константин Иосифович                                       | 1962      | ЕР      | избран | 21 — Чувашская Республика (№ 2)                                                                                         |                                                                                 | депутат Госдумы 5 созыва |
| Герасименко, Николай Фёдорович                                      | 1950      | ЕР      | передан мандат А. Б. Карлина (губернатор Алтайского края) | 22 — Алтайский край (№ 4)                                                                                               |                                                                                 | депутат Госдумы 5 созыва |
| Неверов, Сергей Иванович                                            | 1961      | ЕР      | избран | 22 — Алтайский край (№ 2)                                                                                               |                                                                                 | депутат Госдумы 5 созыва |
| Прокопьев, Александр Сергеевич                                      | 1986      | ЕР      | избран | 22 — Алтайский край (№ 3)                                                                                               |                                                                                 | директор по стратегическому развитию ЗАО «Эвалар» |
| Кобзон, Иосиф Давыдович                                             | 1937      | ЕР      | передан мандат С. М. Жирякова (председатель Заксобрания Забайкальского края) | 23 — Забайкальский край (№ 2)                                                                                           |                                                                                 | депутат Госдумы 5 созыва |
| Ремезков, Александр Александрович                                   | 1962      | ЕР      | передан мандат А. Н. Ткачёва (губернатор Краснодарского края) | 25 — Краснодарский край (№ 12)                                                                                          |                                                                                 | председатель совета директоров ООО «Черноморская Финансовая Компания» |
| Толстопятов, Василий Васильевич                                     | 1973      | ЕР      | передан мандат В. А. Бекетова (председатель Заксобрания Краснодарского края) | 25 — Краснодарский край (№ 13)                                                                                          |                                                                                 | депутат Госдумы 5 созыва |
| Горовой, Николай Иванович                                           | 1937      | ЕР      | избран | 25 — Краснодарский край (№ 3)                                                                                           |                                                                                 | пенсионер |
| Хор, Глеб Яковлевич                                                 | 1963      | ЕР      | избран | 25 — Краснодарский край (№ 4)                                                                                           |                                                                                 | депутат Госдумы 5 созыва |
| Демченко, Иван Иванович                                             | 1960      | ЕР      | избран | 25 — Краснодарский край (№ 5)                                                                                           |                                                                                 | депутат Госдумы 5 созыва |
| Ткачёв, Алексей Николаевич                                          | 1957      | ЕР      | избран | 25 — Краснодарский край (№ 6)                                                                                           |                                                                                 | депутат Госдумы 5 созыва |
| Шлегель, Роберт Александрович                                       | 1984      | ЕР      | избран | 25 — Краснодарский край (№ 7)                                                                                           |                                                                                 | депутат Госдумы 5 созыва |
| Кривоносов, Сергей Владимирович                                     | 1971      | ЕР      | избран | 25 — Краснодарский край (№ 8)                                                                                           |                                                                                 | директор ООО «Восьмое небо» |
| Езубов, Алексей Петрович                                            | 1948      | ЕР      | избран | 25 — Краснодарский край (№ 9)                                                                                           |                                                                                 | депутат Госдумы 5 созыва |
| Скоробогатько, Александр Иванович                                   | 1967      | ЕР      | избран | 25 — Краснодарский край (№ 10)                                                                                          |                                                                                 | депутат Госдумы 5 созыва |
| Кравченко, Валерий Николаевич                                       | 1947      | ЕР      | избран | 25 — Краснодарский край (№ 11)                                                                                          |                                                                                 | депутат Госдумы 5 созыва |
| Кармазина, Раиса Васильевна                                         | 1951      | ЕР      | передан мандат С. К. Шойгу (министр РФ по делам гражданской обороны, чрезвычайным ситуациям и ликвидации последствий стихийных бедствий) | 26 — Красноярский край (№ 4)                                                                                            |                                                                                 | депутат Госдумы 5 созыва |
| Пимашков, Пётр Иванович                                             | 1948      | ЕР      | избран | 26 — Красноярский край (№ 2)                                                                                            |                                                                                 | глава города Красноярска |
| Воробьёв, Андрей Юрьевич руководитель фракции до 8 ноября 2012 года | 1970      | ЕР      | избран | 26 — Красноярский край (№ 3)                                                                                            | —08.11.2012, мандат передан В. В. Зубареву                                      | депутат Госдумы 5 созыва |
| Зубарев, Виктор Владиславович                                       | 1961      | ЕР      | передан мандат А. Ю. Воробьёва | 26 — Красноярский край (№ 5)                                                                                            |                                                                                 | депутат заксобрания Красноярского края |
| Пушков, Алексей Константинович                                      | 1954      | ЕР      | передан мандат Ю. П. Трутнева (министр природных ресурсов и экологии РФ) | 27 — Пермский край (№ 4)                                                                                                | 21.12.2011                                                                      | руководитель и ведущий программы «Постскриптум» на телеканале ТВ Центр |
| Трапезников, Валерий Владимирович                                   | 1947      | ЕР      | избран | 27 — Пермский край (№ 2)                                                                                                |                                                                                 | токарь ОАО «Стар» |
| Климов, Андрей Аркадьевич                                           | 1954      | ЕР      | избран | 27 — Пермский край (№ 3)                                                                                                |                                                                                 | |
| Ломакин, Анатолий Геннадьевич                                       | 1952      | ЕР      | передан мандат Климова А. А. | 27 — Пермский край (№ 4)                                                                                                | с 22.08.2012                                                                    | Владелец и Генеральный директор ЗАО «Международная калийная компания» |
| Глубоковская, Эльмира Гусейновна                                    | 1957      | ЕР      | передан мандат И. И. Шувалова (первый зам. председателя правительства РФ) через К. С. Сиденко (командующий войсками Восточного военного округа) | 28 — Приморский край (№ 4)                                                                                              |                                                                                 | депутат Госдумы 5 созыва |
| Пинский, Виктор Витальевич                                          | 1964      | ЕР      | передан мандат В. Л. Васильева (старший тралмастер Находкинской базы активного морского рыболовства) | 28 — Приморский край (№ 5)                                                                                              |                                                                                 | председатель Федерации профсоюзов Приморского края, депутат Заксобрания Приморского края |
| Зеренков, Валерий Георгиевич                                        | 1948      | ЕР      | передан мандат И. И. Сечина (зам. председателя правительства РФ) | 29 — Ставропольский край (№ 5)                                                                                          |                                                                                 | гендиректор Государственного регионального центра стандартизации, метрологии и испытаний в Ставропольском крае |
| Эм, Юрий Павлович                                                   | 1953      | ЕР      | избран | 29 — Ставропольский край (№ 2)                                                                                          |                                                                                 | военный комиссар Ставропольского края |
| Мурга, Андрей Юрьевич                                               | 1969      | ЕР      | избран | 29 — Ставропольский край (№ 3)                                                                                          |                                                                                 | президент Торгово-промышленной палаты Ставропольского края, депутат думы Ставропольского края |
| Говорухин, Станислав Сергеевич                                      | 1936      | ЕР      | избран | 29 — Ставропольский край (№ 4)                                                                                          |                                                                                 | депутат Госдумы 5 созыва |
| Резник, Борис Львович                                               | 1940      | ЕР      | передан мандат В. И. Шпорта (губернатор Хабаровского края) | 30 — Хабаровский край, Еврейская автономная область (№ 3)                                                               |                                                                                 | депутат Госдумы 5 созыва |
| Моисеев, Михаил Алексеевич                                          | 1939      | ЕР      | избран | 30 — Хабаровский край, Еврейская автономная область (№ 2)                                                               |                                                                                 | ведущий аналитик (генеральный инспектор) Министерства обороны РФ, председатель Совета Общероссийской общественной организации ветеранов Вооруженных Сил РФ                                                                               |
| Шишкин, Александр Геннадьевич                                       | 1960      | ЕР      | передан мандат Боковой Л. Н. | 30 — Хабаровский край, Еврейская автономная область (№ 4)                                                               | с 22.05.2012                                                                    | депутат Госдумы 5 созыва, председатель совета директоров завода «Амурметалл» |
| Гольдштейн, Ростислав Эрнстович                                     | 1969      | ЕР      | передан мандат О. Н. Кожемяко (губернатор Амурской области) через отказавшихся Р. Ю. Романенко (космонавт-испытатель НИИ ЦПК им. Ю. А. Гагарина) и Г. А. Зражевского (гендиректор ЗАО АГРОФИРМА «Партизан»)                                              | 31 — Амурская область (№ 4)                                                                                             |                                                                                 | депутат Госдумы 5 созыва |
| Пехтин, Владимир Алексеевич                                         | 1950      | ЕР      | избран | 32 — Архангельская область, Ненецкий автономный округ (№ 1)                                                             |                                                                                 | депутат Госдумы 5 созыва |
| Боженов, Сергей Анатольевич                                         | 1965      | ЕР      | передан мандат А. А. Жилкина (губернатор Астраханской области) | 33 — Астраханская область (№ 3)                                                                                         | 17.12.2011- 17.01.2012                                                          | мэр города Астрахани |
| Огуль, Леонид Анатольевич                                           | 1963      | ЕР      | передан мандат сложившего полномочия С. А. Боженова, ставшего главой администрации Волгоградской области | 33 — Астраханская область (№ 4)                                                                                         | с 27.02.2012                                                                    | главврач Клинического родильного дома Астрахани, депутат Думы Астраханской области, первый зам. председателя комитета по здравоохранению и социальному развитию                                                                          |
| Максакова-Игенбергс, Мария Петровна                                 | 1977      | ЕР      | избрана | 33 — Астраханская область (№ 2)                                                                                         |                                                                                 | артистка-вокалистка Московского музыкального театра «Геликон-опера» |
| Лебедев, Олег Владимирович                                          | 1964      | ЕР      | передан мандат Е. С. Савченко (губернатор Белгородской области) | 34 — Белгородская область (№ 4)                                                                                         |                                                                                 | депутат Госдумы 5 созыва |
| Скоч, Андрей Владимирович                                           | 1966      | ЕР      | избран | 34 — Белгородская область (№ 2)                                                                                         |                                                                                 | депутат Госдумы 5 созыва |
| Сенаторова, Елена Николаевна                                        | 1958      | ЕР      | избран | 34 — Белгородская область (№ 3)                                                                                         |                                                                                 | директор Валуйского городского центра занятости населения, депутат городского собрания города Валуйки |
| Бочаров, Андрей Иванович                                            | 1969      | ЕР      | избран | 35 — Брянская область (№ 1)                                                                                             | до 2 ноября 2013 года                                                           | депутат Госдумы 5 созыва |
| Лахова, Екатерина Филипповна                                        | 1948      | ЕР      | избрана | 35 — Брянская область (№ 2)                                                                                             |                                                                                 | депутат Госдумы 5 созыва |
| Богомаз, Александр Васильевич                                       | 1961      | ЕР      | передан мандат А. И. Бочарова | 35 — Брянская область (№ 3)                                                                                             | с 7 ноября 2013 года                                                            | депутат Законодательного собрания Брянской области |
| Игошин, Игорь Николаевич                                            | 1970      | ЕР      | передан мандат М. В. Бабича (депутат Госдумы 5 созыва) через отказавшуюся Л. В. Романову (зам. директора Центра дополнительного образования детей «Родничок» г. Ковров)                                                                                  | 36 — Владимирская область (№ 4)                                                                                         |                                                                                 | депутат Госдумы 5 созыва |
| Аникеев, Григорий Викторович                                        | 1972      | ЕР      | избран | 36 — Владимирская область (№ 2)                                                                                         |                                                                                 | депутат Госдумы 5 созыва |
| Маркелов, Михаил Юрьевич                                            | 1966      | ЕР      | передан мандат В. А. Зубкова (Первый зам. председателя правительства РФ, председатель Российского аграрного движения) | 37 — Волгоградская область (№ 4)                                                                                        |                                                                                 | начальник Департамента по вопросам внутренней политики аппарата полпреда президента в Северо-Кавказском федеральном округе (администрация президента России)                                                                             |
| Савченко, Олег Владимирович                                         | 1966      | ЕР      | передан мандат Г. Ф. Брежневой (председатель городского профсоюза работников народного образования и науки РФ г. Волжского, депутат Волжской городской думы)                                                                                             | 37 — Волгоградская область (№ 5)                                                                                        |                                                                                 | депутат Госдумы 5 созыва |
| Коньков, Дмитрий Сергеевич                                          | 1976      | ЕР      | избран | 37 — Волгоградская область (№ 3)                                                                                        |                                                                                 | оператор по добыче нефти и газа Российской инновационной топливно-энергетической компании (территориально-производственное предприятие «Волгограднефтегаз»)                                                                              |
| Позгалёв, Вячеслав Евгеньевич                                       | 1946      | ЕР      | избран | 38 — Вологодская область (№ 1)                                                                                          |                                                                                 | губернатор Вологодской области |
| Исаев, Юрий Олегович                                                | 1972      | ЕР      | передан мандат А. В. Гордеева (губернатор Воронежской области) | 39 — Воронежская область (№ 6)                                                                                          |                                                                                 | депутат Госдумы 5 созыва |
| Карелова, Галина Николаевна                                         | 1950      | ЕР      | избрана | 39 — Воронежская область (№ 7)                                                                                          |                                                                                 | депутат Госдумы 5 созыва |
| Чижов, Сергей Викторович                                            | 1964      | ЕР      | передан мандат В. Н. Попова (проректор по научной работе, инновациям и информатизации Воронежского гос. университета) | 39 — Воронежская область (№ 7)                                                                                          |                                                                                 | депутат Госдумы 5 созыва |
| Костунов, Илья Евгеньевич                                           | 1980      | ЕР      | избран | 39 — Воронежская область (№ 4)                                                                                          |                                                                                 | директор по проектам ООО «ЮНОВА Медиа» |
| Журавлёв, Алексей Александрович                                     | 1962      | ЕР      | избран | 39 — Воронежская область (№ 4)                                                                                          |                                                                                 | помощник губернатора Воронежской области |
| Яковлева, Татьяна Владимировна                                      | 1960      | ЕР      | передан мандат М. А. Меня (губернатор Ивановской области) | 40 — Ивановская область (№ 2)                                                                                           | 4 декабря 2011 года-15 июня 2012 года                                           | депутат Госдумы 5 созыва |
| Тен, Сергей Юрьевич                                                 | 1976      | ЕР      | передан мандат А. И. Федорова (президент, председатель правления НПК «Иркут») | 41 — Иркутская область (№ 3)                                                                                            |                                                                                 | гендиректор ЗАО «Труд», депутат Заксобрания Иркутской области |
| Романов, Антон Васильевич                                           | 1952      | ЕР      | избран | 41 — Иркутская область (№ 2)                                                                                            |                                                                                 | депутат Заксобрания Иркутской области |
| Жуков, Александр Дмитриевич                                         | 1956      | ЕР      | избран | 42 — Калининградская область (№ 1)                                                                                      |                                                                                 | зам. председателя правительства РФ |
| Бурыкина, Наталья Викторовна                                        | 1960      | ЕР      | передан мандат Н. И. Цуканова (№ 2) (губернатор Калининградской области) | 42 — Калининградская область (№ 4)                                                                                      |                                                                                 | депутат Госдумы 5 созыва |
| Колесник, Андрей Иванович                                           | 1956      | ЕР      | избран | 42 — Калининградская область (№ 3)                                                                                      |                                                                                 | директор ОАО «Калининградский морской торговый порт», депутат окружного Совета депутатов города Калининграда |
| Волков, Юрий Николаевич                                             | 1954      | ЕР      | передан мандат А. Д. Артамонова (№ 1) (губернатор Калужской области) | 43 — Калужская область (№ 2)                                                                                            |                                                                                 | депутат Госдумы 5 созыва |
| Поддубный, Сергей Анатольевич                                       | 1968      | ЕР      | передан мандат А-Г. М. Тулеева (№ 1) (губернатор Кемеровской области) | 44 — Кемеровская область (№ 8)                                                                                          |                                                                                 | спортсмен-инструктор ДЮСШ по вольной борьбе им. А. Г. Смолянинова |
| Михалёв, Борис Владимирович                                         | 1960      | ЕР      | избран | 44 — Кемеровская область (№ 2)                                                                                          |                                                                                 | депутат Госдумы 5 созыва |
| Алексеева, Татьяна Олеговна                                         | 1962      | ЕР      | избрана | 44 — Кемеровская область (№ 3)                                                                                          |                                                                                 | президент Кузбасской торгово-промышленной палаты |
| Гридин, Владимир Григорьевич                                        | 1955      | ЕР      | избран | 44 — Кемеровская область (№ 4)                                                                                          |                                                                                 | депутат Госдумы 5 созыва |
| Федяев, Павел Михайлович                                            | 1982      | ЕР      | передан мандат В. Л. Машкова (№ 5) (артист Московского театра п/р О. Табакова) | 44 — Кемеровская область (№ 9)                                                                                          |                                                                                 | вице-президент по социальной политике Холдинговой компании «Сибирский деловой Союз» |
| Валуев, Николай Сергеевич                                           | 1973      | ЕР      | избран | 44 — Кемеровская область (№ 6)                                                                                          |                                                                                 | консультант Благотворительного фонда развития детско-юношеского спорта Николая Валуева |
| Фокин, Александр Иванович                                           | 1954      | ЕР      | избран | 44 — Кемеровская область (№ 7)                                                                                          |                                                                                 | депутат Госдумы 5 созыва |
| Тимченко, Вячеслав Степанович                                       | 1955      | ЕР      | избран | 45 — Кировская область (№ 1)                                                                                            |                                                                                 | депутат Госдумы 5 созыва |
| Валенчук, Олег Дорианович                                           | 1960      | ЕР      | избран | 45 — Кировская область (№ 2)                                                                                            |                                                                                 | депутат Госдумы 5 созыва |
| Гальченко, Валерий Владимирович                                     | 1951      | ЕР      | передан мандат И. Н. Слюняева (№ 1) (губернатор Костромской области) | 46 — Костромская область (№ 2)                                                                                          |                                                                                 | депутат Госдумы 5 созыва |
| Ильтяков, Александр Владимирович                                    | 1971      | ЕР      | избран | 47 — Курганская область (№ 1)                                                                                           |                                                                                 | индивидуальный предприниматель |
| Кулик, Геннадий Васильевич                                          | 1935      | ЕР      | передан мандат В. Н. Карамышева (№ 1) (председатель Курской областной Думы) | 48 — Курская область (№ 3)                                                                                              |                                                                                 | депутат Госдумы 5 созыва |
| Брыксин, Александр Юрьевич                                          | 1967      | ЕР      | передан мандат М. Н. Сойниковой (№ 2) (директор Курской областной научной библиотеки им. Н. Н. Асеева) | 48 — Курская область (№ 4)                                                                                              |                                                                                 | зам. гендиректора по инвестициям ЗАО «Курскрезинотехника» |
| Нарышкин, Сергей Евгеньевич                                         | 1954      | ЕР      | избран | 49 — Ленинградская область (№ 1)                                                                                        |                                                                                 | руководитель Администрации президента России |
| Петров, Сергей Валериевич                                           | 1965      | ЕР      | избран | 49 — Ленинградская область (№ 2)                                                                                        |                                                                                 | депутат Госдумы 5 созыва |
| Тарасенко, Михаил Васильевич                                        | 1947      | ЕР      | передан мандат О. П. Королёва (№ 1) (глава администрации Липецкой области) | 50 — Липецкая область (№ 3)                                                                                             |                                                                                 | депутат Госдумы 5 созыва |
| Борцов, Николай Иванович                                            | 1945      | ЕР      | избран | 50 — Липецкая область (№ 2)                                                                                             |                                                                                 | депутат Госдумы 5 созыва |
| Кононов, Владимир Михайлович                                        | 1947      | ЕР      | передан мандат Б. В. Громова (№ 1) (губернатор Московской области) | 52 — Московская область (№ 8)                                                                                           |                                                                                 | гендиректор ООО «Конкор» (www.konkor.ru) |
| Кабанова, Валентина Викторовна                                      | 1951      | ЕР      | избрана | 52 — Московская область (№ 2)                                                                                           |                                                                                 | депутат Госдумы 5 созыва |
| Терентьев, Михаил Борисович                                         | 1970      | ЕР      | избран | 52 — Московская область (№ 3)                                                                                           |                                                                                 | депутат Госдумы 5 созыва |
| Шаккум, Мартин Люцианович                                           | 1951      | ЕР      | избран | 52 — Московская область (№ 4)                                                                                           |                                                                                 | депутат Госдумы 5 созыва |
| Саблин, Дмитрий Вадимович                                           | 1968      | ЕР      | избран | 52 — Московская область (№ 5)                                                                                           |                                                                                 | депутат Госдумы 5 созыва |
| Лысаков, Вячеслав Иванович                                          | 1953      | ЕР      | избран | 52 — Московская область (№ 6)                                                                                           |                                                                                 | зам. гендиректора по инновациям ОАО «Московский институт материаловедения и эффективных технологий (ИМЭТ)» |
| Липатов, Юрий Александрович                                         | 1953      | ЕР      | избран | 52 — Московская область (№ 7)                                                                                           |                                                                                 | депутат Госдумы 5 созыва |
| Язев, Валерий Афонасьевич                                           | 1949      | ЕР      | избран | 53 — Мурманская область (№ 1)                                                                                           |                                                                                 | депутат Госдумы 5 созыва |
| Василенко, Александр Борисович                                      | 1948      | ЕР      | передан мандат В. П. Шанцев (№ 1) (губернатор Нижегородской области) | 54 — Нижегородская область (№ 6)                                                                                        |                                                                                 | начальник департамента ОАО «Нефтяная компания „Лукойл“» |
| Булавинов, Вадим Евгеньевич                                         | 1963      | ЕР      | избран | 54 — Нижегородская область (№ 2)                                                                                        |                                                                                 | депутат Госдумы 5 созыва |
| Сафин, Марат Мубинович                                              | 1980      | ЕР      | избран | 54 — Нижегородская область (№ 3)                                                                                        |                                                                                 | вице-президент Федерации тенниса России |
| Макаров, Андрей Михайлович                                          | 1954      | ЕР      | избран | 54 — Нижегородская область (№ 4)                                                                                        |                                                                                 | депутат Госдумы 5 созыва, телеведущий |
| Герасимова, Надежда Васильевна                                      | 1952      | ЕР      | передан мандат А. Е. Лихачёва (№ 5) (зам. министра экономического развития России Э. С. Набиуллиной) | 54 — Нижегородская область (№ 7)                                                                                        |                                                                                 | депутат Госдумы 5 созыва |
| Фабричный, Сергей Юрьевич                                           | 1962      | ЕР      | передан мандат С. Г. Митина (№ 1) (губернатор Новгородской области) | 55 — Новгородская область (№ 2)                                                                                         |                                                                                 | председатель Новгородской областной думы |
| Карелин, Александр Александрович                                    | 1967      | ЕР      | избран | 56 — Новосибирская область (№ 1)                                                                                        |                                                                                 | депутат Госдумы 5 созыва |
| Мануйлова, Ирина Викторовна                                         | 1965      | ЕР      | избран | 56 — Новосибирская область (№ 2)                                                                                        |                                                                                 | директор лицея-интерната № 7 г. Бердска |
| Дорофеев, Сергей Борисович                                          | 1958      | ЕР      | избран | 56 — Новосибирская область (№ 3)                                                                                        |                                                                                 | главврач городской поликлиники № 1 Новосибирска |
| Роднина, Ирина Константиновна                                       | 1949      | ЕР      | передан мандат Л. К. Полежаева (№ 1) (губернатор и председатель правительства Омской области) | 57 — Омская область (№ 4)                                                                                               |                                                                                 | депутат Госдумы 5 созыва |
| Попов, Сергей Александрович                                         | 1949      | ЕР      | избран | 57 — Омская область (№ 2)                                                                                               |                                                                                 | депутат Госдумы 5 созыва |
| Шрейдер, Виктор Филиппович                                          | 1952      | ЕР      | избран | 57 — Омская область (№ 3)                                                                                               |                                                                                 | мэр города Омска |
| Заварзин, Виктор Михайлович                                         | 1948      | ЕР      | передан мандат Ю. А. Берга (№ 1) (губернатор Оренбургской области) через Ю. Н. Мищерякова (№ 3) (глава Оренбурга, депутат Оренбургского горсовета) | 58 — Оренбургская область (№ 4)                                                                                         |                                                                                 | депутат Госдумы 5 созыва |
| Николаева, Елена Леонидовна                                         | 1969      | ЕР      | избрана | 58 — Оренбургская область (№ 2)                                                                                         |                                                                                 | президент ООО «Новые Технологии», зам. председателя общероссийской общественной организации «Деловая Россия» |
| Ковалёв, Николай Дмитриевич                                         | 1949      | ЕР      | избран | 59 — Орловская область (№ 1)                                                                                            |                                                                                 | депутат Госдумы 5 созыва |
| Руденский, Игорь Николаевич                                         | 1962      | ЕР      | избран | 60 — Пензенская область (№ 1)                                                                                           |                                                                                 | депутат Госдумы 5 созыва |
| Есяков, Сергей Яковлевич                                            | 1963      | ЕР      | передан мандат И. А. Белозерцева (№ 1) (глава Пензы, депутат Пензенской городской думы) | 60 — Пензенская область (№ 4)                                                                                           |                                                                                 | зам. гендиректора ОАО «Межрегиональная распределительная сетевая компания Волги», директор филиала «Пензаэнерго»; депутат Заксобрания Пензенской области                                                                                 |
| Макаров, Николай Иванович                                           | 1950      | ЕР      | избран | 60 — Пензенская область (№ 3)                                                                                           |                                                                                 | зам. полпреда президента РФ в Центральном федеральном округе |
| Васильев, Александр Николаевич                                      | 1982      | ЕР      | передан мандат А. А. Турчака (№ 1) (губернатор Псковской области) через отказавшуюся Е. В. Бибикову (№ 2) (управляющая отделением Пенсионного фонда РФ по Псковской области, депутат Псковского областного Собрания депутатов)                           | 61 — Псковская область (№ 3)                                                                                            |                                                                                 | ведущий инженер Псковского государственного политехнического института |
| Фёдоров, Евгений Алексеевич                                         | 1963      | ЕР      | передан мандат В. Ю. Голубева (№ 1) (губернатор Ростовской области) | 62 — Ростовская область (№ 8)                                                                                           |                                                                                 | депутат Госдумы 5 созыва |
| Борзова, Ольга Георгиевна                                           | 1949      | ЕР      | избрана | 62 — Ростовская область (№ 2)                                                                                           |                                                                                 | депутат Госдумы 5 созыва |
| Каминский, Александр Викторович                                     | 1957      | ЕР      | избран | 62 — Ростовская область (№ 3)                                                                                           |                                                                                 | проходчик 5 разряда шахты «Шерловская-Наклонная» ОАО «Донуголь» |
| Плигин, Владимир Николаевич                                         | 1960      | ЕР      | избран | 62 — Ростовская область (№ 4)                                                                                           |                                                                                 | депутат Госдумы 5 созыва |
| Москвичёв, Евгений Сергеевич                                        | 1957      | ЕР      | избран | 62 — Ростовская область (№ 5)                                                                                           |                                                                                 | президент Ассоциации международных автомобильных перевозчиков (АСМАП) |
| Кнышов, Алексей Владимирович                                        | 1968      | ЕР      | избран | 62 — Ростовская область (№ 6)                                                                                           |                                                                                 | гендиректор Группы строительных компаний «Дон», депутат Заксобрания Ростовской области |
| Степанова, Зоя Михайловна                                           | 1953      | ЕР      | избрана | 62 — Ростовская область (№ 7)                                                                                           |                                                                                 | депутат Госдумы 5 созыва |
| Красов, Андрей Леонидович                                           | 1967      | ЕР      | передан мандат О. И. Ковалёва (№ 1) (губернатор Рязанской области) | 63 — Рязанская область (№ 3)                                                                                            |                                                                                 | начальник Рязанского высшего воздушно-десантного командного училища (филиал федерального ГВОУ ВПО «Военный учебно-научный центр Сухопутных войск „Общевойсковая академия Вооружённых Сил Российской Федерации“»)                         |
| Булаев, Николай Иванович                                            | 1949      | ЕР      | передан мандат Е. Б. Мухиной (№ 2) (зам. директора Межпоселенческого центра культуры и искусства Рязанского района, депутат Рязанской районной думы) | 63 — Рязанская область (№ 4)                                                                                            |                                                                                 | депутат Госдумы 5 созыва |
| Казаков, Виктор Алексеевич                                          | 1949      | ЕР      | передан мандат В. В. Артякова (№ 1) (губернатор Самарской области) | 64 — Самарская область (№ 5)                                                                                            |                                                                                 | депутат Госдумы 5 созыва |
| Кузьмичёва, Екатерина Ивановна                                      | 1955      | ЕР      | передан мандат Д. И. Азарова (№ 2) (глава городского округа Самары) | 64 — Самарская область (№ 6)                                                                                            |                                                                                 | депутат Госдумы 5 созыва |
| Хинштейн, Александр Евсеевич                                        | 1974      | ЕР      | избран | 64 — Самарская область (№ 3)                                                                                            |                                                                                 | депутат Госдумы 5 созыва |
| Гутенёв, Владимир Владимирович                                      | 1966      | ЕР      | избран | 64 — Самарская область (№ 4)                                                                                            |                                                                                 | советник гендиректора госкорпорации «Ростехнологии» |
| Исаев, Михаил Александрович                                         | 1974      | ЕР      | передан мандат В. В. Володина (№ 1) (зам. председателя Правительства РФ В. В. Путина) | 65 — Саратовская область (№ 7)                                                                                          |                                                                                 | депутат Саратовской областной думы |
| Канчер, Сергей Васильевич                                           | 1955      | ЕР      | передан мандат О. В. Грищенко (№ 2) (депутат Саратовской городской думы, глава Саратова) | 65 — Саратовская область (№ 8)                                                                                          | 17.12.2011—10.04.2012                                                           | гендиректор ЗАО «Стройматериалы. Энгельсский кирпичный завод», депутат Собрания депутатов Энгельсского района |
| Омельченко, Валерий Викторович                                      | 1961      | ЕР      | передан мандат сложившего полномочия С. В. Канчера, ставшего министром строительства и ЖКХ Саратовской области | 65 — Саратовская область (№ 10)                                                                                         | 25.04.2012                                                                      | газорезчик вагоносборочного цеха ОАО «Завод металлоконструкций» |
| Бокова, Людмила Николаевна                                          | 1978      | ЕР      | избрана | 65 — Саратовская область (№ 3)                                                                                          |                                                                                 | учитель истории МОУ «Гимназия № 1 г. Балашова» |
| Панков, Николай Васильевич                                          | 1965      | ЕР      | избран | 65 — Саратовская область (№ 4)                                                                                          |                                                                                 | депутат Госдумы 5 созыва |
| Прокопенко, Тимур Валентинович                                      | 1980      | ЕР      | избран | 65 — Саратовская область (№ 5)                                                                                          | 4.12.2011—13.02.2012                                                            | председатель координационного совета ВОО «Молодая гвардия Единой России» |
| Максимов, Василий Юрьевич                                           | 1954      | ЕР      | передан мандат сложившего полномочия Т. В. Прокопенко, ставшего замруководителя управления по внутренней политике администрации президента | 65 — Саратовская область (№ 9)                                                                                          | с 20.02.2012                                                                    | главврач Городской клинической больницы № 8 города Саратов, депутат Саратовской городской Думы |
| Баталина, Ольга Юрьевна                                             | 1975      | ЕР      | избрана | 65 — Саратовская область (№ 6)                                                                                          |                                                                                 | проректор по инновационному развитию и взаимодействию с органами власти ФГОУ ВПО «Поволжская академия государственной службы им. П. А. Столыпина»                                                                                        |
| Карлов, Георгий Александрович                                       | 1971      | ЕР      | передан мандат А. В. Хорошавина (№ 1) (губернатор и председатель правительства Сахалинской области) | 66 — Сахалинская область (№ 2)                                                                                          |                                                                                 | гендиректор ООО «Сахалинская инвестиционная корпорация», депутат Сахалинской областной думы |
| Баринов, Игорь Вячеславович                                         | 1968      | ЕР      | передан мандат А. С. Мишарина (№ 1) (губернатор Свердловской области) | 67 — Свердловская область (№ 5)                                                                                         |                                                                                 | депутат Госдумы 5 созыва |
| Муцоев, Зелимхан Аликоевич                                          | 1959      | ЕР      | передан мандат Семёновоё Е. Ю. | 67 — Свердловская область (№ 6)                                                                                         | с 29.06.2012                                                                    | депутат Госдумы 5 созыва, занимает 66-ю строчку в рейтинге богатейших бизнесменов России по версии журнала Forbes, который оценивает его состояние в 1,5 миллиарда долларов                                                              |
| Петров, Александр Петрович                                          | 1958      | ЕР      | избран | 67 — Свердловская область (№ 2)                                                                                         |                                                                                 | гендиректор ООО «Уральский центр биофармацевтических технологий» |
| Якушев, Валерий Васильевич                                          | 1941      | ЕР      | избран | 67 — Свердловская область (№ 3)                                                                                         |                                                                                 | пенсионер |
| Аршба, Отари Ионович                                                | 1955      | ЕР      | избран | 67 — Свердловская область (№ 4)                                                                                         |                                                                                 | депутат Госдумы 5 созыва |
| Клинцевич, Франц Адамович                                           | 1957      | ЕР      | избран | 68 — Смоленская область (№ 1)                                                                                           |                                                                                 | депутат Госдумы 5 созыва |
| Назарова, Марина Юрьевна                                            | 1955      | ЕР      | передан мандат А. В. Никитина (№ 1) (председатель Тамбовской областной думы) | 69 — Тамбовская область (№ 4)                                                                                           |                                                                                 | председатель общественной организации «Тамбовская областная профсоюзная организация работников народного образования и науки» |
| Кидяев, Виктор Борисович                                            | 1956      | ЕР      | избран | 69 — Тамбовская область (№ 2)                                                                                           |                                                                                 | депутат Госдумы 5 созыва |
| Бабаков, Александр Михайлович                                       | 1963      | ЕР      | избран | 69 — Тамбовская область (№ 3)                                                                                           |                                                                                 | депутат Госдумы 5 созыва |
| Васильев, Владимир Абдуалиевич                                      | 1949      | ЕР      | передан мандат А. В. Шевелева (№ 1) (губернатор Тверской области) | 70 — Тверская область (№ 3)                                                                                             |                                                                                 | депутат Госдумы 5 созыва |
| Максимова, Светлана Викторовна                                      | 1961      | ЕР      | избрана | 70 — Тверская область (№ 2)                                                                                             |                                                                                 | индивидуальный предприниматель |
| Огородова, Людмила Михайловна                                       | 1957      | ЕР      | передан мандат В. М. Кресса (№ 1) (губернатор Томской области) | 71 — Томская область (№ 2)                                                                                              |                                                                                 | проректор по научной работе и последипломной подготовке «Сибирского государственного медицинского университета» |
| Зубицкий, Борис Давыдович                                           | 1947      | ЕР      | передан мандат Б. В. Грызлова (№ 1) (депутат и председатель Госдумы 5 созыва) | 72 — Тульская область (№ 5)                                                                                             |                                                                                 | депутат Госдумы 5 созыва |
| Афонский, Владимир Игорьевич                                        | 1966      | ЕР      | передан мандат В. С. Груздева (№ 2) (губернатор Тульской области) | 72 — Тульская область (№ 6)                                                                                             |                                                                                 | депутат Тульской областной думы |
| Шайденко, Надежда Анатольевна                                       | 1952      | ЕР      | передан мандат Д. Ю. Смирнова (№ 3) (начальник цеха № 3 ЗАО «Тяжпромарматура») | 72 — Тульская область (№ 7)                                                                                             |                                                                                 | ректор Тульского государственного педагогического университета им. Л. Н. Толстого |
| Савельев Дмитрий Владимирович                                       | 1968      | ЕР      | избран | 72 — Тульская область (№ 4)                                                                                             |                                                                                 | депутат Госдумы 5 созыва |
| Валеев, Эрнест Абдулович                                            | 1950      | ЕР      | передан мандат В. В. Якушева (№ 1) (губернатор Тюменской области) | 73 — Тюменская область (№ 5)                                                                                            |                                                                                 | зам. губернатора Тюменской области В. В. Якушева |
| Квитка, Иван Иванович                                               | 1967      | ЕР      | избран | 73 — Тюменская область (№ 2)                                                                                            |                                                                                 | депутат Госдумы 5 созыва |
| Карпов, Анатолий Евгеньевич                                         | 1951      | ЕР      | избран | 73 — Тюменская область (№ 3)                                                                                            |                                                                                 | президент Международной ассоциации фондов мира, чемпион мира по шахматам |
| Семёнова, Екатерина Юрьевна                                         | 1972      | ЕР      | избрана | 73 — Тюменская область (№ 4)                                                                                            |                                                                                 | депутат Госдумы 5 созыва |
| Третьяк, Владислав Александрович                                    | 1952      | ЕР      | передан мандат С. И. Морозова (№ 1) (губернатор Ульяновской области) | 74 — Ульяновская область (№ 3)                                                                                          |                                                                                 | депутат Госдумы 5 созыва |
| Балыхин, Григорий Артёмович                                         | 1946      | ЕР      | избран | 74 — Ульяновская область (№ 2)                                                                                          |                                                                                 | депутат Госдумы 5 созыва |
| Колесников, Олег Алексеевич                                         | 1968      | ЕР      | передан мандат М. В. Юревича (№ 1) (губернатор Челябинской области) | 75 — Челябинская область (№ 7)                                                                                          |                                                                                 | депутат Госдумы 5 созыва |
| Бобраков, Алексей Евгеньевич                                        | 1981      | ЕР      | передан мандат М. Н. Павловой (№ 2) (уполномоченный по правам ребёнка в Челябинской области) | 75 — Челябинская область (№ 8)                                                                                          |                                                                                 | ведущий специалист по кадрам Магнитогорского металлургического комбината |
| Вяткин, Дмитрий Фёдорович                                           | 1974      | ЕР      | передан мандат О. П. Лукина (№ 3) (главврач Федерального центра сердечно-сосудистой хирургии в Челябинске) | 75 — Челябинская область (№ 9)                                                                                          |                                                                                 | депутат Госдумы 5 созыва |
| Бурматов, Владимир Владимирович                                     | 1981      | ЕР      | избран | 75 — Челябинская область (№ 4)                                                                                          |                                                                                 | советник секретариата президиума генсовета партии «Единая Россия», зам. начальника Центрального штаба «Молодой гвардии Единой России» |
| Белоусов, Вадим Владимирович                                        | 1960      | ЕР      | избран | 75 — Челябинская область (№ 5)                                                                                          |                                                                                 | гендиректор ООО «Управляющая компания „Макфа“», член совета директоров ОАО «Свердловский хлебомакаронный комбинат», депутат Заксобрания Челябинской области                                                                              |
| Кретов, Александр Владимирович                                      | 1972      | ЕР      | избран | 75 — Челябинская область (№ 6)                                                                                          |                                                                                 | председатель совета директоров Челябинского электрометаллургического комбината, депутат Заксобрания Челябинской области |
| Терешкова, Валентина Владимировна                                   | 1937      | ЕР      | передан мандат С. А. Вахрукова (№ 1) (губернатор Ярославской области) | 76 — Ярославская область (№ 2)                                                                                          |                                                                                 | депутат Ярославской областной думы, зам. председателя думы |
| Волков, Данил Владимирович                                          | 1975      | ЕР      | передан мандат С. С. Собянина (№ 1) (мэр Москвы) | 77 — город Москва (№ 16)                                                                                                |                                                                                 | первый зам. гендиректора государственного бюджетного учреждения города Москвы «Городская реклама и информация» |
| Швецова, Людмила Ивановна                                           | 1949      | ЕР      | избрана | 77 — город Москва (№ 2)                                                                                                 |                                                                                 | зам. мэра Москвы в правительстве Москвы по социальной политике |
| Крупенников, Владимир Александрович                                 | 1969      | ЕР      | избран | 77 — город Москва (№ 3)                                                                                                 |                                                                                 | депутат Госдумы 5 созыва |
| Долгих, Владимир Иванович                                           | 1924      | ЕР      | избран | 77 — город Москва (№ 4)                                                                                                 |                                                                                 | председатель Московского городского совета ветеранов Московской городской общественной организации пенсионеров, ветеранов войны, труда, Вооруженных Сил и правоохранительных органов; член общественного совета при Министерстве обороны |
| Гончар, Николай Николаевич                                          | 1946      | ЕР      | избран | 77 — город Москва (№ 5)                                                                                                 |                                                                                 | депутат Госдумы 5 созыва |
| Исаев, Андрей Константинович                                        | 1964      | ЕР      | избран | 77 — город Москва (№ 6)                                                                                                 |                                                                                 | депутат Госдумы 5 созыва |
| Ресин, Владимир Иосифович                                           | 1936      | ЕР      | избран | 77 — город Москва (№ 7)                                                                                                 |                                                                                 | первый зам. мэра Москвы в правительстве Москвы |
| Панина, Елена Владимировна                                          | 1948      | ЕР      | избрана | 77 — город Москва (№ 8)                                                                                                 |                                                                                 | депутат Госдумы 5 созыва |
| Габдрахманов, Ильдар Нуруллович                                     | 1974      | ЕР      | избран | 77 — город Москва (№ 9)                                                                                                 |                                                                                 | депутат Госдумы 5 созыва |
| Железняк, Сергей Владимирович                                       | 1970      | ЕР      | избран | 77 — город Москва (№ 10)                                                                                                |                                                                                 | депутат Госдумы 5 созыва |
| Звагельский, Виктор Фридрихович                                     | 1963      | ЕР      | избран | 77 — город Москва (№ 11)                                                                                                |                                                                                 | депутат Госдумы 5 созыва |
| Никонов, Вячеслав Алексеевич                                        | 1956      | ЕР      | избран | 77 — город Москва (№ 12)                                                                                                |                                                                                 | исполнительный директор правления фонда «Русский мир» |
| Кожевникова, Мария Александровна                                    | 1984      | ЕР      | избрана | 77 — город Москва (№ 13)                                                                                                |                                                                                 | индивидуальный предприниматель, член «Молодой гвардии Единой России», член Общественного совета «Молодой гвардии Единой России» |
| Жарков, Антон Викторович                                            | 1967      | ЕР      | избран | 77 — город Москва (№ 14)                                                                                                |                                                                                 | директор департамента финансово-экономической политики в сфере промышленного производства коммерческого банка «Руссобанк» |
| Выборный, Анатолий Борисович                                        | 1965      | ЕР      | избран | 77 — город Москва (№ 15)                                                                                                |                                                                                 | исполнительный директор ЗАО «Внешнеэкономическое предприятие Финсудпром» |
| Южилин, Виталий Александрович                                       | 1965      | ЕР      | передан мандат Д. Н. Козака (№ 1) (зам. председателя Правительства РФ В. В. Путина) | 78 — город Санкт-Петербург (№ 6)                                                                                        |                                                                                 | депутат Госдумы 5 созыва |
| Шестаков, Василий Борисович                                         | 1953      | ЕР      | передан мандат М. Б. Пиотровского (№ 2) (директор Государственного Эрмитажа) | 78 — город Санкт-Петербург (№ 7)                                                                                        |                                                                                 | депутат Госдумы 5 созыва |
| Петров, Юрий Александрович                                          | 1947      | ЕР      | передан мандат С. Ф. Багненко (№ 3) (директор Санкт-Петербургского НИИ скорой помощи им. И. И. Джанелидзе) | 78 — город Санкт-Петербург (№ 8)                                                                                        |                                                                                 | руководитель Федерального агентства по управлению государственным имуществом (Росимущество) |
| Соколова, Ирина Валерьевна                                          | 1956      | ЕР      | избрана | 78 — город Санкт-Петербург (№ 4)                                                                                        |                                                                                 | депутат Госдумы 5 созыва |
| Резник, Владислав Матусович                                         | 1954      | ЕР      | избран | 78 — город Санкт-Петербург (№ 5)                                                                                        |                                                                                 | депутат Госдумы 5 созыва |
| Завальный, Павел Николаевич                                         | 1961      | ЕР      | передан мандат Н. В. Комаровой (№ 1) (губернатор Ханты-Мансийского АО — Югры) | 79 — Ханты-Мансийский автономный округ — Югра (№ 3)                                                                     |                                                                                 | гендиректор ООО «Газпром трансгаз Югорск», депутат Думы Ханты-Мансийского автономного округа — Югры |
| Симановский, Леонид Яковлевич                                       | 1949      | ЕР      | передан мандат Ю. И. Важенина (№ 2) (гендиректор ООО «Газпром переработка», депутат Думы Ханты-Мансийского АО — Югры) | 79 — Ханты-Мансийский автономный округ — Югра (№ 3)                                                                     |                                                                                 | депутат Госдумы 5 созыва |
| Ледков, Григорий Петрович                                           | 1969      | ЕР      | передан мандат Д. Н. Кобылкина (№ 1) (губернатор Ямало-Ненецкого автономного округа) | 80 — Ямало-Ненецкий автономный округ (№ 3)                                                                              |                                                                                 | председатель сельхозкооператива «Тазовский» |
| Хороля, Дмитрий Оттович                                             | 1958      | ЕР      | избран | 80 — Ямало-Ненецкий автономный округ (№ 2)                                                                              |                                                                                 | зам. начальника отдела международных проектов и программ управления международной деятельностью Департамента международных и внешнеэкономических связей Ямало-Ненецкого АО                                                               |
| Зюганов, Геннадий Андреевич руководитель фракции                    | 1944      | КПРФ    | избран | Общая часть списка (№ 1)                                                                                                |                                                                                 | депутат Госдумы 5 созыва |
| Комоедов, Владимир Петрович                                         | 1950      | КПРФ    | избран | Общая часть списка (№ 2)                                                                                                |                                                                                 | депутат Госдумы 5 созыва |
| Афонин, Юрий Вячеславович                                           | 1977      | КПРФ    | избран | Общая часть списка (№ 3)                                                                                                |                                                                                 | депутат Госдумы 5 созыва |
| Алфёров, Жорес Иванович                                             | 1930      | КПРФ    | избран | Общая часть списка (№ 4)                                                                                                |                                                                                 | депутат Госдумы 5 созыва |
| Савицкая, Светлана Евгеньевна                                       | 1948      | КПРФ    | избрана | Общая часть списка (№ 5)                                                                                                |                                                                                 | депутат Госдумы 5 созыва |
| Мельников, Иван Иванович                                            | 1950      | КПРФ    | избран | Общая часть списка (№ 6)                                                                                                |                                                                                 | депутат Госдумы 5 созыва |
| Кашин, Владимир Иванович                                            | 1945      | КПРФ    | избран | Общая часть списка (№ 7)                                                                                                |                                                                                 | депутат Госдумы 5 созыва |
| Черкесов, Виктор Васильевич                                         | 1950      | КПРФ    | избран | Общая часть списка (№ 8)                                                                                                |                                                                                 | пенсионер ФСБ России |
| Новиков, Дмитрий Георгиевич                                         | 1969      | КПРФ    | избран | Общая часть списка (№ 9)                                                                                                |                                                                                 | депутат Госдумы 5 созыва |
| Тайсаев, Казбек Куцукович                                           | 1967      | КПРФ    | избран | Общая часть списка (№ 10)                                                                                               |                                                                                 | депутат Парламента Республики Северная Осетия-Алания |
| Ющенко, Александр Андреевич                                         | 1969      | КПРФ    | избран | 3 — Республика Башкортостан — Бирская, Уфимская (№ 1)                                                                   |                                                                                 | помощник депутата Госдумы 5 созыва, депутат Народного Хурала Республики Бурятия; руководитель пресс-службы фракции КПРФ, пресс-секретарь Г. А. Зюганова                                                                                  |
| Тычинин, Андрей Джафарович                                          | 1971      | КПРФ    | избран | 4 — Республика Башкортостан — Салаватская, Стерлитамакская (№ 1)                                                        |                                                                                 | помощник депутата Госдумы 5 созыва в управлении Республики Башкортостан по организации деятельности мировых судей и ведению регистров правовых актов[уточнить]; гендиректор ОАО «Сокол» и ООО «ИК Фора-Капитал» в Москве                 |
| Мархаев, Вячеслав Михайлович                                        | 1955      | КПРФ    | избран | 5 — Республика Бурятия (№ 1)                                                                                            |                                                                                 | помощник депутата Госдумы 5 созыва, сотрудник администрации президента и прави- тельства Республики Бурятия, депутат Народного Хурала Республики Бурятия                                                                                 |
| Решульский, Сергей Николаевич                                       | 1951      | КПРФ    | избран | 6 — Республика Дагестан (№ 1)                                                                                           |                                                                                 | депутат Госдумы 5 созыва |
| Бифов, Анатолий Жамалович                                           | 1963      | КПРФ    | избран | 8 — Кабардино-Балкарская Республика, Карачаево-Черкесская Республика (№ 1)                                              |                                                                                 | президент ОАО «Арксбанк» |
| Кашин, Борис Сергеевич                                              | 1951      | КПРФ    | избран | 10 — Республика Карелия, Мурманская область (№ 1)                                                                       |                                                                                 | депутат Госдумы 5 созыва |
| Андреев, Андрей Анатольевич                                         | 1976      | КПРФ    | избран | 11 — Республика Коми, Архангельская область (№ 1)                                                                       |                                                                                 | депутат Госдумы 5 созыва |
| Кочиев, Роберт Иванович                                             | 1966      | КПРФ    | избран | 15 — Республика Северная Осетия - Алания (№ 1)                                                                          |                                                                                 | зам. гендиректора ООО «Забава», депутат парламента Республики Северная Осетия-Алания |
| Лихачёв, Василий Николаевич                                         | 1952      | КПРФ    | избран | 16 — Республика Татарстан — Московская, Центральная (№ 1)                                                               |                                                                                 | советник председателя федерации независимых профсоюзов России М. Шмакова по юридическим, дипломатическим и международно-правовым вопросам                                                                                                |
| Пешков, Виктор Петрович                                             | 1945      | КПРФ    | избран | 17 — Республика Татарстан — Набережночелнинская, Нефтяная (№ 1)                                                         |                                                                                 | помощник депутата Госдумы 5 созыва |
| Сапожников, Николай Иванович                                        | 1949      | КПРФ    | избран | 19 — Удмуртская Республика (№ 1)                                                                                        |                                                                                 | депутат Госдумы 5 созыва |
| Шурчанов, Валентин Сергеевич                                        | 1947      | КПРФ    | избран | 22 — Чувашская Республика (№ 1)                                                                                         |                                                                                 | депутат Госдумы 5 созыва |
| Заполев, Михаил Михайлович                                          | 1946      | КПРФ    | избран | 23 — Алтайский край (№ 1)                                                                                               |                                                                                 | советник председателя Центрального комитета КПРФ Г. А. Зюганова, депутат Алтайского краевого Заксобрания |
| Юрченко, Сергей Иванович                                            | 1948      | КПРФ    | избран | 23 — Алтайский край (№ 3)                                                                                               |                                                                                 | пенсионер, депутат Алтайского краевого Заксобрания |
| Поздняков, Владимир Георгиевич                                      | 1946      | КПРФ    | избран | 24 — Забайкальский край, Амурская область (№ 1)                                                                         |                                                                                 | главный референт аппарата фракции КПРФ в Госдуме |
| Харитонов, Николай Михайлович                                       | 1948      | КПРФ    | избран | 26 — Краснодарский край (№ 1)                                                                                           |                                                                                 | депутат Госдумы 5 созыва |
| Обухов, Сергей Павлович                                             | 1958      | КПРФ    | избран | 26 — Краснодарский край (№ 2)                                                                                           |                                                                                 | депутат Госдумы 5 созыва |
| Ширшов, Константин Владимирович                                     | 1974      | КПРФ    | передан мандат Н. И. Осадчего (№ 3) (депутат Заксобрания Краснодарского края) | 26 — Краснодарский край (№ 4)                                                                                           |                                                                                 | депутат Госдумы 5 созыва |
| Берулава, Михаил Николаевич                                         | 1950      | КПРФ    | избран | 27 — Красноярский край (№ 1)                                                                                            |                                                                                 | ректор негосударственного университета Российской академии образования, профессор |
| Агаев, Ваха Абуевич                                                 | 1953      | КПРФ    | передан мандат В. М. Видьманова (№ 2) (гендиректор ООО «Мосгаражстрой») | 27 — Красноярский край (№ 3)                                                                                            |                                                                                 | председатель наблюдательного совета ООО «Юг-Нефтепродукт» |
| Куликов, Олег Анатольевич                                           | 1946      | КПРФ    | избран | 28 — Пермский край (№ 1)                                                                                                |                                                                                 | депутат Госдумы 5 созыва |
| Корниенко, Алексей Викторович                                       | 1976      | КПРФ    | избран | 29 — Приморский край (№ 1)                                                                                              |                                                                                 | депутат Госдумы 5 созыва |
| Гончаров, Виктор Иванович                                           | 1959      | КПРФ    | избран | 30 — Ставропольский край (№ 1)                                                                                          |                                                                                 | депутат Думы Ставропольского края |
| Штогрин, Сергей Иванович                                            | 1948      | КПРФ    | избран | 31 — Хабаровский край, Еврейская автономная область (№ 1)                                                               |                                                                                 | депутат Госдумы 5 созыва |
| Арефьев, Николай Васильевич                                         | 1949      | КПРФ    | избран | 32 — Астраханская область, Волгоградская область (№ 1)                                                                  |                                                                                 | ведущий референт аппарата фракции КПРФ в Госдуме |
| Апарина, Алевтина Викторовна                                        | 1941      | КПРФ    | избрана | 32 — Астраханская область, Волгоградская область (№ 2)                                                                  |                                                                                 | депутат Госдумы 5 созыва |
| Муравленко, Сергей Викторович                                       | 1950      | КПРФ    | избран | 33 — Белгородская область (№ 1)                                                                                         |                                                                                 | депутат Госдумы 5 созыва |
| Романов, Пётр Васильевич                                            | 1943      | КПРФ    | избран | 34 — Брянская область (№ 1)                                                                                             |                                                                                 | депутат Госдумы 5 созыва |
| Паутов, Виктор Николаевич                                           | 1953      | КПРФ    | избран | 35 — Владимирская область (№ 1)                                                                                         |                                                                                 | депутат Госдумы 5 созыва |
| Васильцов, Сергей Иванович                                          | 1949      | КПРФ    | избран | 36 — Вологодская область, Новгородская область (№ 1)                                                                    |                                                                                 | зам. руководителя аппарата фракции КПРФ в Госдуме |
| Гаврилов, Сергей Анатольевич                                        | 1966      | КПРФ    | избран | 37 — Воронежская область (№ 1)                                                                                          |                                                                                 | депутат Госдумы 5 созыва |
| Гостев, Руслан Георгиевич                                           | 1945      | КПРФ    | избран | 37 — Воронежская область (№ 2)                                                                                          |                                                                                 | депутат Госдумы 5 созыва |
| Пономарёв, Алексей Алексеевич                                       | 1942      | КПРФ    | избран | 38 — Ивановская область, Костромская область (№ 1)                                                                      |                                                                                 | депутат Госдумы 5 созыва |
| Левченко, Сергей Георгиевич                                         | 1953      | КПРФ    | избран | 39 — Иркутская область (№ 1)                                                                                            |                                                                                 | депутат Госдумы 5 созыва |
| Рульков, Евгений Адамович                                           | 1950      | КПРФ    | избран | 39 — Иркутская область (№ 2)                                                                                            |                                                                                 | депутат Заксобрания Иркутской области |
| Никитин, Владимир Степанович                                        | 1948      | КПРФ    | избран | 40 — Калининградская область, Псковская область (№ 1)                                                                   |                                                                                 | депутат Госдумы 5 созыва |
| Комоцкий, Борис Олегович                                            | 1956      | КПРФ    | избран | 41 — Калужская область, Смоленская область (№ 1)                                                                        |                                                                                 | старший референт аппарата фракции КПРФ в Госдуме |
| Собко, Сергей Васильевич                                            | 1949      | КПРФ    | избран | 42 — Кемеровская область (№ 1)                                                                                          |                                                                                 | депутат Госдумы 5 созыва |
| Мамаев, Сергей Павлинович                                           | 1958      | КПРФ    | избран | 43 — Кировская область (№ 1)                                                                                            |                                                                                 | депутат Заксобрания Кировской области, зам. председателя |
| Иванов, Николай Николаевич                                          | 1957      | КПРФ    | избран | 45 — Курская область (№ 1)                                                                                              |                                                                                 | депутат Курской областной думы |
| Потомский, Вадим Владимирович                                       | 1972      | КПРФ    | избран | 46 — Ленинградская область (№ 1)                                                                                        |                                                                                 | депутат Заксобрания Ленинградской области |
| Разворотнев, Николай Васильевич                                     | 1954      | КПРФ    | избран | 47 — Липецкая область (№ 1)                                                                                             |                                                                                 | депутат Госдумы 5 созыва |
| Васильев, Николай Иванович                                          | 1958      | КПРФ    | избран | 48 — Московская область (№ 1)                                                                                           |                                                                                 | депутат Мособлдумы 4 созыва, руководитель фракции КПРФ |
| Русских, Алексей Юрьевич                                            | 1968      | КПРФ    | избран | 48 — Московская область (№ 2)                                                                                           |                                                                                 | депутат Госдумы 5 созыва |
| Таранин, Виктор Иванович                                            | 1957      | КПРФ    | передан мандат В. П. Куликова (№ 3) (депутат Мособлдумы 4 созыва, зам. председателя 4.12.2011 избран депутатом Мособлдумы 5 созыва) через отказавшегося А. А. Наумова (№ 6) (депутат Мособлдумы 4 созыва 4.12.2011 избран депутатом Мособлдумы 5 созыва) | 48 — Московская область (№ 7)                                                                                           |                                                                                 | депутат Госдумы 5 созыва |
| Иванюженков, Борис Викторович                                       | 1966      | КПРФ    | передан мандат К. Н. Черемисова (№ 4) (депутат Мособлдумы 4 созыва 4.12.2011 избран депутатом Мособлдумы 5 созыва) | 48 — Московская область (№ 8)                                                                                           |                                                                                 | президент-ректор Подольского социально-спортивного института |
| Авдеев, Михаил Юрьевич                                              | 1977      | КПРФ    | избран | 48 — Московская область (№ 5)                                                                                           |                                                                                 | депутат Мособлдумы 4 созыва |
| Рябов, Николай Фёдорович                                            | 1949      | КПРФ    | избран | 49 — Нижегородская область — Нижегородская, Семеновская (№ 1)                                                           |                                                                                 | депутат Госдумы 5 созыва |
| Тарнаев, Александр Петрович                                         | 1952      | КПРФ    | избран | 50 — Нижегородская область — Арзамасская, Кстовская (№ 1)                                                               |                                                                                 | помощник депутата Госдумы, депутат Заксобрания Нижегородской области |
| Вороненков, Денис Николаевич                                        | 1971      | КПРФ    | избран | 50 — Нижегородская область — Арзамасская, Кстовская (№ 2)                                                               |                                                                                 | заведующий кафедры НОУ ВПО «Юридический институт» (Санкт-Петербург) |
| Локоть, Анатолий Евгеньевич                                         | 1959      | КПРФ    | избран | 51 — Новосибирская область (№ 1)                                                                                        | Сдал мандат в связи с избранием мэром Новосибирска. Манадат передан Вере Ганзя. | депутат Госдумы 5 созыва |
| Абалаков, Александр Николаевич                                      | 1959      | КПРФ    | избран | 51 — Новосибирская область (№ 2)                                                                                        |                                                                                 | гендиректор ЗАО «Маяк» |
| Кравец, Александр Алексеевич                                        | 1950      | КПРФ    | избран | 52 — Омская область, Томская область (№ 1)                                                                              |                                                                                 | ведущий референт аппарата фракции КПРФ в Госдуме |
| Денисенко, Олег Иванович                                            | 1962      | КПРФ    | избран | 52 — Омская область, Томская область (№ 2)                                                                              |                                                                                 | депутат Госдумы 5 созыва |
| Чикин, Валентин Васильевич                                          | 1932      | КПРФ    | избран | 53 — Оренбургская область (№ 1)                                                                                         |                                                                                 | депутат Госдумы 5 созыва |
| Иконников, Василий Николаевич                                       | 1961      | КПРФ    | избран | 54 — Орловская область (№ 1)                                                                                            |                                                                                 | депутат Орловского областного Совета народных депутатов, руководитель фракции КПРФ |
| Плетнёва, Тамара Васильевна                                         | 1947      | КПРФ    | избрана | 55 — Пензенская область, Тамбовская область (№ 1)                                                                       |                                                                                 | депутат Госдумы 5 созыва |
| Симагин, Владимир Александрович                                     | 1974      | КПРФ    | избран | 55 — Пензенская область, Тамбовская область (№ 2)                                                                       |                                                                                 | помощник депутата Госдумы в Правительстве Пензенской области |
| Коломейцев, Николай Васильевич                                      | 1956      | КПРФ    | избран | 56 — Ростовская область (№ 1)                                                                                           |                                                                                 | депутат Госдумы 5 созыва |
| Коломейцев, Виктор Андреевич                                        | 1953      | КПРФ    | избран | 56 — Ростовская область (№ 2)                                                                                           |                                                                                 | депутат Госдумы 5 созыва |
| Бессонов, Владимир Иванович                                         | 1966      | КПРФ    | избран | 56 — Ростовская область (№ 3)                                                                                           |                                                                                 | помощник депутата Госдумы в администрации Ростовской области |
| Федоткин, Владимир Николаевич                                       | 1947      | КПРФ    | избран | 57 — Рязанская область (№ 1)                                                                                            |                                                                                 | депутат Госдумы 5 созыва |
| Калашников, Леонид Иванович                                         | 1960      | КПРФ    | избран | 58 — Самарская область (№ 1)                                                                                            |                                                                                 | депутат Госдумы 5 созыва |
| Романов, Валентин Степанович                                        | 1937      | КПРФ    | избран | 58 — Самарская область (№ 1)                                                                                            |                                                                                 | депутат Госдумы 5 созыва |
| Алимова, Ольга Николаевна                                           | 1953      | КПРФ    | избрана | 59 — Саратовская область (№ 1)                                                                                          |                                                                                 | депутат Саратовской областной думы |
| Езерский, Николай Николаевич                                        | 1956      | КПРФ    | избран | 61 — Свердловская область — Нижнетагильская, Первоуральская, Серовская (№ 1)                                            |                                                                                 | депутат Госдумы 5 созыва |
| Дорохин, Павел Сергеевич                                            | 1965      | КПРФ    | избран | 62 — Свердловская область — Каменск-Уральская, Центральная (№ 1)                                                        |                                                                                 | советник заместителя гендиректора ОАО «Рособоронэкспорт» |
| Соловьёв, Вадим Георгиевич                                          | 1958      | КПРФ    | избран | 63 — Тверская область (№ 1)                                                                                             |                                                                                 | депутат Госдумы 5 созыва |
| Стародубцев, Василий Александрович                                  | 1931      | КПРФ    | избран | 64 — Тульская область (№ 1)                                                                                             | 15—30.12.2011 скончался, мандат передан О. А. Лебедеву                          | депутат Госдумы 5 созыва |
| Лебедев, Олег Александрович                                         | 1976      | КПРФ    | передан мандат скончавшегося В. А. Стародубцева (№ 1) | 64 — Тульская область (№ 2)                                                                                             | с 31.01.2012                                                                    | депутат Тульской областной Думы, зам. председателя |
| Тетёкин, Вячеслав Николаевич                                        | 1949      | КПРФ    | избран | 65 — Тюменская область, Ханты-Мансийский автономный округ — Югра (№ 1)                                                  |                                                                                 | главный референт аппарата фракции КПРФ в Государственной Думе |
| Синельщиков, Юрий Петрович                                          | 1947      | КПРФ    | избран | 66 — Ульяновская область (№ 1)                                                                                          |                                                                                 | доцент кафедры уголовного процесса и криминалистики юридического факультета Московского городского педагогического университета |
| Никитчук, Иван Игнатьевич                                           | 1944      | КПРФ    | передан мандат С. В. Поклонновой (№ 1) (депутат Заксобрания Челябинской области) | 67 — Челябинская область (№ 3)                                                                                          |                                                                                 | помощник депутата Госдумы 5 созыва |
| Некрасов, Александр Николаевич                                      | 1963      | КПРФ    | избран | 67 — Челябинская область (№ 2)                                                                                          |                                                                                 | директор по строительству ООО «Лидер» (Санкт-Петербург) |
| Куликов, Александр Дмитриевич                                       | 1950      | КПРФ    | избран | 68 — Ярославская область (№ 1)                                                                                          |                                                                                 | депутат Госдумы 5 созыва |
| Рашкин, Валерий Фёдорович                                           | 1955      | КПРФ    | избран | 69 — город Москва (№ 1)                                                                                                 |                                                                                 | депутат Госдумы 5 созыва |
| Родин, Владимир Романович                                           | 1953      | КПРФ    | передан мандат Н. Н. Губенко (№ 2) (депутат Московской городской думы) через отказавшегося А. Е. Клычкова (№ 7) (депутат Московской городской думы) | 69 — город Москва (№ 8)                                                                                                 |                                                                                 | первый зам. гендиректора ЗАО «Город» |
| Кумин, Вадим Валентинович                                           | 1973      | КПРФ    | избран | 69 — город Москва (№ 3)                                                                                                 |                                                                                 | депутат Московской городской думы |
| Смолин, Олег Николаевич                                             | 1952      | КПРФ    | избран | 69 — город Москва (№ 4)                                                                                                 |                                                                                 | депутат Госдумы 5 созыва |
| Потапов, Александр Владимирович                                     | 1954      | КПРФ    | избран | 69 — город Москва (№ 5)                                                                                                 |                                                                                 | советник депутата Московской городской думы |
| Доровин, Евгений Владимирович                                       | 1949      | КПРФ    | избран | 69 — город Москва (№ 6)                                                                                                 |                                                                                 | зам. руководителя аппарата Комитета по промышленности Госдумы 5 созыва |
| Сокол, Святослав Михайлович                                         | 1946      | КПРФ    | избран | 70 — город Санкт-Петербург (№ 1)                                                                                        |                                                                                 | депутат Госдумы 5 созыва |
| Бортко, Владимир Владимирович                                       | 1946      | КПРФ    | избран | 70 — город Санкт-Петербург (№ 2)                                                                                        |                                                                                 | генеральный директор ЗАО «Студия „2-Б-2“ Интертэйнмент» |
| Жириновский, Владимир Вольфович руководитель фракции                | 1946      | ЛДПР    | избран | Общая часть списка (№ 1)                                                                                                | с 15.12.2011                                                                    | депутат Госдумы 5 созыва |
| Островский, Алексей Владимирович                                    | 1976      | ЛДПР    | избран | Общая часть списка (№ 2)                                                                                                | 15.12.2011—22.5.2012                                                            | депутат Госдумы 5 созыва |
| Лебедев, Игорь Владимирович                                         | 1972      | ЛДПР    | избран | Общая часть списка (№ 3)                                                                                                | с 15.12.2011                                                                    | депутат Госдумы 5 созыва |
| Нилов, Ярослав Евгеньевич                                           | 1982      | ЛДПР    | избран | Общая часть списка (№ 4)                                                                                                | с 15.12.2011                                                                    | депутат Госдумы 5 созыва |
| Диденко, Алексей Николаевич                                         | 1983      | ЛДПР    | избран | Общая часть списка (№ 5)                                                                                                | с 15.12.2011                                                                    | помощник депутата Госдумы 5 созыва в администрации Томской области |
| Калашников, Сергей Вячеславович                                     | 1951      | ЛДПР    | избран | Общая часть списка (№ 6)                                                                                                | с 15.12.2011                                                                    | директор Института социального страхования, экономики и права Российского государственного социального университета |
| Слуцкий, Леонид Эдуардович                                          | 1968      | ЛДПР    | избран | Общая часть списка (№ 7)                                                                                                | с 15.12.2011                                                                    | депутат Госдумы 5 созыва |
| Селезнёв, Валерий Сергеевич                                         | 1964      | ЛДПР    | избран | Общая часть списка (№ 8)                                                                                                | с 15.12.2011                                                                    | депутат Госдумы 5 созыва |
| Свищёв, Дмитрий Александрович                                       | 1969      | ЛДПР    | избран | Общая часть списка (№ 9)                                                                                                | с 15.12.2011                                                                    | депутат Госдумы 5 созыва |
| Напсо, Юрий Аисович                                                 | 1973      | ЛДПР    | избран | Общая часть списка (№ 10)                                                                                               | с 15.12.2011                                                                    | депутат Госдумы 5 созыва |
| Сухарев, Иван Константинович                                        | 1978      | ЛДПР    | избран | 3 — Республика Башкортостан — Бирская, Стерлитамакская, Уфимская (№ 1)                                                  | с 15.12.2011                                                                    | председатель Финансово-экономической коллегия адвокатов |
| Старовойтов, Александр Сергеевич                                    | 1972      | ЛДПР    | избран | 10 — Республика Калмыкия, Астраханская область, Калининградская область (№ 1)                                           | с 15.12.2011                                                                    | зам. председателя городской думы города Астрахань |
| Черкасов, Кирилл Игоревич                                           | 1967      | ЛДПР    | избран | 14 — Республика Марий Эл, Кировская область (№ 1)                                                                       | с 15.12.2011                                                                    | депутат Госдумы 5 созыва |
| Маринин, Сергей Владимирович                                        | 1971      | ЛДПР    | избран | 15 — Республика Мордовия, Ульяновская область (№ 1)                                                                     | с 15.12.2011                                                                    | депутат Заксобрания Ульяновской области |
| Абрамов, Иван Николаевич                                            | 1978      | ЛДПР    | избран | 16 — Республика Саха (Якутия), Камчатский край, Амурская область, Магаданская область, Чукотский автономный округ (№ 1) | с 15.12.2011                                                                    | депутат Заксобрания Амурской области |
| Маркин, Андрей Леонидович                                           | 1965      | ЛДПР    | избран | 21 — Удмуртская Республика (№ 1)                                                                                        | с 15.12.2011                                                                    | гендиректор ООО УК «Столица», депутат Госсовета Удмуртской Республики |
| Семёнов, Владимир Владиславович                                     | 1967      | ЛДПР    | избран | 25 — Алтайский край (№ 1)                                                                                               | с 15.12.2011                                                                    | депутат Госдумы 5 созыва |
| Кулиева, Василина Васильевна                                        | 1981      | ЛДПР    | избрана | 26 — Забайкальский край (№ 1)                                                                                           | с 15.12.2011                                                                    | помощник депутата Госдумы 5 созыва в департаменте управления делами губернатора Забайкальского края |
| Кропачев, Александр Сергеевич                                       | 1981      | ЛДПР    | избран | 27 — Краснодарский край — Армавирская, Каневская (№ 1)                                                                  | с 15.12.2011                                                                    | помощник депутата Госдумы 5 созыва в администрации Краснодарского края |
| Овсянников, Владимир Анатольевич                                    | 1961      | ЛДПР    | избран | 28 — Краснодарский край — Краснодарская, Крымская, Сочинская (№ 1)                                                      | с 15.12.2011                                                                    | руководитель секретариата заместителя председателя Госдумы 5 созыва |
| Носов, Дмитрий Юрьевич                                              | 1980      | ЛДПР    | избран | 29 — Красноярский край (№ 1)                                                                                            | с 15.12.2011                                                                    | зам. гендиректора ООО «Форвард» |
| Маркин, Эдуард Витальевич                                           | 1968      | ЛДПР    | избран | 30 — Пермский край (№ 1)                                                                                                | с 15.12.2011                                                                    | депутат Госдумы 5 созыва |
| Калюжный, Руслан Валерьевич                                         | 1973      | ЛДПР    | избран | 31 — Приморский край (№ 1)                                                                                              | с 15.12.2011                                                                    | зам. директора ООО «Охранное агентство „Вертикаль“» (Владивосток) |
| Дроздов, Илья Юрьевич                                               | 1972      | ЛДПР    | избран | 32 — Ставропольский край (№ 1)                                                                                          | с 15.12.2011                                                                    | депутат Думы Ставропольского края, зам. председателя |
| Фургал, Сергей Иванович                                             | 1970      | ЛДПР    | избран | 33 — Хабаровский край, Сахалинская область, Еврейская автономная область (№ 1)                                          | с 15.12.2011                                                                    | депутат Госдумы 5 созыва |
| Чиркова, Ирина Александровна                                        | 1982      | ЛДПР    | избрана | 34 — Архангельская область, Ненецкий автономный округ (№ 1)                                                             | с 15.12.2011                                                                    | депутат Архангельского областного Собрания депутатов |
| Губарева, Наталья Викторовна                                        | 1967      | ЛДПР    | избрана | 35 — Белгородская область (№ 1)                                                                                         | с 15.12.2011                                                                    | специалист по маркетингу ЗАО «Завод нестандартного оборудования и металлоизделий», депутат Белгородской областной думы |
| Золочевский, Виталий Сергеевич                                      | 1986      | ЛДПР    | избран | 37 — Владимирская область (№ 1)                                                                                         | с 15.12.2011                                                                    | помощник депутата Госдумы 5 созыва в администрации Владимирской области |
| Литвинцев, Дмитрий Алексеевич                                       | 1971      | ЛДПР    | избран | 38 — Волгоградская область (№ 1)                                                                                        | с 15.12.2011                                                                    | зам. гендиректора ЗАО «Волжскпродкомплекс» |
| Каргинов, Сергей Генрихович                                         | 1969      | ЛДПР    | избран | 39 — Вологодская область (№ 1)                                                                                          | с 15.12.2011                                                                    | депутат Заксобрания Вологодской области |
| Журавлёв, Сергей Валерианович                                       | 1966      | ЛДПР    | избран | 40 — Воронежская область (№ 1)                                                                                          | с 15.12.2011                                                                    | гендиректор ЗАО «Финансовая компания „Аксиома“», депутат Воронежской областной думы |
| Сироткин, Сергей Никанорович                                        | 1952      | ЛДПР    | избран | 41 — Ивановская область, Костромская область (№ 1)                                                                      | с 15.12.2011                                                                    | депутат Ивановской областной думы, зам. председателя |
| Луговой, Андрей Константинович                                      | 1966      | ЛДПР    | избран | 42 — Иркутская область (№ 1)                                                                                            | с 15.12.2011                                                                    | депутат Госдумы 5 созыва |
| Савельев, Дмитрий Иванович                                          | 1971      | ЛДПР    | избран | 44 — Кемеровская область (№ 1)                                                                                          | с 15.12.2011                                                                    | помощник депутата Госдумы 5 созыва по работе в Кемеровской области |
| Ананских, Игорь Александрович                                       | 1966      | ЛДПР    | избран | 47 — Ленинградская область (№ 1)                                                                                        | с 15.12.2011                                                                    | гендиректор ОАО «Художественно-производственное объединение» (Санкт-Петербург) |
| Иванов, Сергей Владимирович                                         | 1969      | ЛДПР    | избран | 49 — Московская область — Дмитровская, Коломенская, Люберецкая, Ногинская (№ 1)                                         | с 15.12.2011                                                                    | депутат Госдумы 5 созыва |
| Жигарев, Сергей Александрович                                       | 1969      | ЛДПР    | избран | 50 — Московская область — Истринская, Подольская, Серпуховская, Химкинская (№ 1)                                        | с 15.12.2011                                                                    | депутат Московской областной думы 4 созыва |
| Курдюмов, Александр Борисович                                       | 1967      | ЛДПР    | избран | 52 — Нижегородская область (№ 1)                                                                                        | с 15.12.2011                                                                    | депутат Заксобрания Нижегородской области, руководитель фракции ЛДПР |
| Деньгин, Вадим Евгеньевич                                           | 1980      | ЛДПР    | избран | 54 — Новосибирская область (№ 1)                                                                                        | с 15.12.2011                                                                    | старший специалист 2 разряда комитета Госдумы по делам молодежи |
| Зелинский, Ян Викторович                                            | 1980      | ЛДПР    | избран | 55 — Омская область (№ 1)                                                                                               | с 15.12.2011                                                                    | помощник депутата Госдумы 5 созыва в управлении делами правительства Омской области |
| Афанасьева, Елена Владимировна                                      | 1975      | ЛДПР    | избрана | 56 — Оренбургская область (№ 1)                                                                                         | с 15.12.2011                                                                    | депутат Госдумы 5 созыва, член комитета по вопросам семьи, женщин и детей |
| Худяков, Роман Иванович                                             | 1977      | ЛДПР    | передан мандат А. В. Островского (губернатор Смоленской области) | 59 — Псковская область (№ 1)                                                                                            | с 22.05.2012                                                                    | Депутат городского Совета народных депутатов города Тирасполя |
| Свиридов, Валентин Валентинович                                     | 1967      | ЛДПР    | избран | 61 — Ростовская область — Каменская, Новочеркасская, Таганрогская (№ 1)                                                 | с 15.12.2011                                                                    | помощник депутата Госдумы 5 созыва по работе в Ростовской области |
| Дегтярёв, Михаил Владимирович                                       | 1981      | ЛДПР    | избран | 64 — Самарская область (№ 1)                                                                                            | с 15.12.2011                                                                    | депутат Самарской губернской думы, зам. председателя комитета по здравоохранению, демографии и социальной политике |
| Ищенко, Антон Анатольевич                                           | 1973      | ЛДПР    | избран | 65 — Саратовская область (№ 1)                                                                                          | с 15.12.2011                                                                    | доцент кафедры бухгалтерского учёта Саратовского государственного социально-экономического университета |
| Субботин, Константин Сергеевич                                      | 1982      | ЛДПР    | избран | 66 — Свердловская область — Каменск-Уральская, Центральная (№ 1)                                                        | с 15.12.2011                                                                    | помощник депутата Заксобрания Свердловской области |
| Таскаев, Владимир Павлович                                          | 1962      | ЛДПР    | избран | 67 — Свердловская область — Нижнетагильская, Первоуральская, Серовская (№ 1)                                            | с 15.12.2011                                                                    | депутат Госдумы 5 созыва, член комитета по строительству и земельным отношениям |
| Балберов, Александр Александрович                                   | 1962      | ЛДПР    | избран | 72 — Тульская область (№ 1)                                                                                             | с 15.12.2011                                                                    | помощник депутата Госдумы 5 созыва |
| Шингаркин, Максим Андреевич                                         | 1968      | ЛДПР    | избран | 73 — Тюменская область (№ 1)                                                                                            | с 15.12.2011                                                                    | директор некоммерческого партнёрства «Общественное партнерство „Гражданин“» |
| Журко, Василий Васильевич                                           | 1963      | ЛДПР    | избран | 74 — Челябинская область — Златоустовская, Магнитогорская (№ 1)                                                         | с 15.12.2011                                                                    | депутат Госдумы 5 созыва, член комитета по природным ресурсам, природопользованию и экологии |
| Вайнштейн, Сергей Евгеньевич                                        | 1978      | ЛДПР    | избран | 75 — Челябинская область — Калининская, Кыштымская (№ 1)                                                                | с 15.12.2011                                                                    | гендиректор ООО «Управляющая компания „Промышленные инвестиции“» |
| Свергунова, Маргарита Николаевна                                    | 1974      | ЛДПР    | избрана | 76 — Ярославская область (№ 1)                                                                                          | с 15.12.2011                                                                    | помощник председателя фракции ЛДПР в Ярославской областной думе |
| Соболев, Виктор Васильевич                                          | 1973      | ЛДПР    | избран | 77 — город Москва — Восточная, Люблинская, Медведковская (№ 1)                                                          | с 15.12.2011                                                                    | главный референт аппарата фракции ЛДПР в Госдуме |
| Свинцов, Андрей Николаевич                                          | 1978      | ЛДПР    | избран | 79 — город Москва — Кунцевская, Царицынская, Черемушкинская (№ 1)                                                       | с 15.12.2011                                                                    | индивидуальный предприниматель, депутат на непостоянной основе Совета депутатов города Лыткарино Московской области |
| Рохмистров, Максим Станиславович                                    | 1968      | ЛДПР    | избран | 80 — город Москва — Тушинская, Шереметьевская (№ 1)                                                                     | с 15.12.2011                                                                    | депутат Госдумы 5 созыва, член комитета по собственности |
| Волчек, Денис Геннадьевич                                           | 1971      | ЛДПР    | избран | 81 — город Санкт-Петербург (№ 1)                                                                                        | с 15.12.2011                                                                    | депутат Госдумы 5 созыва, зам. председателя комитета по финансовому рынку |
| Тарасюк, Василий Михайлович                                         | 1948      | ЛДПР    | избран | 82 — Ханты-Мансийский автономный округ — Югра, Ямало-Ненецкий автономный округ (№ 1)                                    | с 15.12.2011                                                                    | депутат Госдумы 5 созыва, зам. председателя комитета по вопросам местного самоуправления |
| Миронов, Сергей Михайлович руководитель фракции                     | 1953      | СР      | избран | Общая часть списка (№ 1)                                                                                                |                                                                                 | депутат Госдумы 5 созыва, член комитета по науке и наукоёмким технологиям |
| Левичев, Николай Владимирович                                       | 1953      | СР      | избран | Общая часть списка (№ 2)                                                                                                |                                                                                 | депутат Госдумы 5 созыва, член комитета по науке и наукоёмким технологиям |
| Дмитриева, Оксана Генриховна                                        | 1958      | СР      | избрана | Общая часть списка (№ 3)                                                                                                |                                                                                 | депутат Госдумы 5 созыва, член комитета по бюджету и налогам |
| Ломакин-Румянцев, Александр Вадимович                               | 1954      | СР      | избран | Общая часть списка (№ 4)                                                                                                |                                                                                 | депутат Госдумы 5 созыва, член комитета по труду и социальной политике |
| Туманов, Андрей Владимирович                                        | 1961      | СР      | избран | Общая часть списка (№ 5)                                                                                                |                                                                                 | гендиректор ООО «6 соток», основатель газеты «Ваши 6 соток» |
| Левин, Леонид Леонидович                                            | 1974      | СР      | избран | Общая часть списка (№ 6)                                                                                                |                                                                                 | председатель совета автономной некоммерческой организации «Новая политика» |
| Грачёв, Иван Дмитриевич                                             | 1952      | СР      | избран | Общая часть списка (№ 7)                                                                                                |                                                                                 | депутат Госдумы 5 созыва, зам. председателя комитета по энергетике |
| Драпеко, Елена Григорьевна                                          | 1948      | СР      | избрана | Общая часть списка (№ 8)                                                                                                |                                                                                 | депутат Госдумы 5 созыва, первый зам. председателя комитета по культуре |
| Лакутин, Николай Афанасьевич                                        | 1954      | СР      | избран | 3 — Республика Башкортостан — Бирская, Уфимская (№ 1)                                                                   |                                                                                 | зам. председателя правления Национального торгового банка (Глобэкс) |
| Ильковский, Константин Константинович                               | 1964      | СР      | избран | 5 — Республика Бурятия, Забайкальский край (№ 1)                                                                        |                                                                                 | директор ООО «Якутское», депутат Госсобрания (Ил Тумэн) Республики Саха (Якутия) |
| Харлов, Вадим Борисович                                             | 1966      | СР      | избран | 10 — Республика Мордовия, Ульяновская область (№ 1)                                                                     |                                                                                 | президент ульяновской региональной организации «Федерация автомобильного спорта», депутат Ульяновской городской думы |
| Тумусов, Федот Семёнович                                            | 1955      | СР      | избран | 11 — Республика Саха (Якутия), Камчатский край, Амурская область, Магаданская область (№ 1)                             |                                                                                 | депутат Госдумы 5 созыва, член комитета по охране здоровья |
| Шудегов, Виктор Евграфович                                          | 1952      | СР      | избран | 18 — Удмуртская Республика (№ 1)                                                                                        |                                                                                 | депутат Госдумы 5 созыва, зам. председателя комитета по образованию |
| Аксаков, Анатолий Геннадьевич                                       | 1957      | СР      | избран | 19 — Республика Марий Эл, Чувашская Республика (№ 1)                                                                    |                                                                                 | депутат Госдумы 5 созыва, член комитета по финансовому рынку |
| Терентьев, Александр Васильевич                                     | 1961      | СР      | избран | 20 — Алтайский край (№ 1)                                                                                               |                                                                                 | депутат Госдумы 5 созыва, член комитета по строительству и земельным отношениям |
| Руденко, Андрей Викторович                                          | 1967      | СР      | избран | 21 — Краснодарский край — Армавирская, Каневская (№ 1)                                                                  |                                                                                 | исполнительный директор консалтинговой компании «VIP» |
| Машкарин, Владимир Петрович                                         | 1956      | СР      | избран | 21 — Краснодарский край — Крымская, Сочинская (№ 1)                                                                     |                                                                                 | председатель совета директоров юридического агентства «Велес» |
| Зубов, Валерий Михайлович                                           | 1953      | СР      | избран | 24 — Красноярский край, Томская область (№ 1)                                                                           |                                                                                 | депутат Госдумы 5 созыва, член комитета по экономической политике и предпринимательству |
| Оганян, Оганес Арменакович                                          | 1961      | СР      | избран | 25 — Пермский край (№ 1)                                                                                                |                                                                                 | член Совета Федерации от Пермского края — представитель от заксобрания |
| Горячева, Светлана Петровна                                         | 1947      | СР      | избрана | 26 — Приморский край (№ 1)                                                                                              |                                                                                 | депутат Госдумы 5 созыва, зам. председателя комитета по регламенту и организации работы Госдумы |
| Лысяков, Алексей Алексеевич                                         | 1969      | СР      | передан мандат А. С. Кузьмина (№ 1) (депутат Думы Ставропольского края, зам. председателя) | 27 — Ставропольский край (№ 2)                                                                                          |                                                                                 | член Совета Федерации от Ставропольского края — представитель от думы края |
| Кузьмина, Алла Владимировна                                         | 1963      | СР      | избрана | 28 — Хабаровский край, Сахалинская область, Еврейская автономная область (№ 1)                                          |                                                                                 | депутат Госдумы 5 созыва, зам. председателя комитета по делам общественных объединений и религиозных организаций |
| Епифанова, Ольга Николаевна                                         | 1966      | СР      | избрана | 29 — Республика Коми, Архангельская область (№ 1)                                                                       |                                                                                 | консультант по экономическим вопросам компании «Шик», депутат Архангельского областного Собрания депутатов |
| Селиванов, Юрий Алексеевич                                          | 1940      | СР      | избран | 31 — Белгородская область (№ 1)                                                                                         |                                                                                 | гендиректор ООО «Управляющая компания ЖБК-1», депутат Белгородской областной думы |
| Беляков, Антон Владимирович                                         | 1972      | СР      | избран | 33 — Владимирская область (№ 1)                                                                                         |                                                                                 | депутат Госдумы 5 созыва, член комитета по делам Федерации и региональной политике |
| Михеев, Олег Леонидович                                             | 1967      | СР      | избран | 34 — Волгоградская область (№ 1)                                                                                        |                                                                                 | депутат Госдумы 5 созыва, член комитета по финансовому рынку |
| Чепа, Алексей Васильевич                                            | 1955      | СР      | избран | 35 — Вологодская область, Новгородская область, Тверская область (№ 1)                                                  |                                                                                 | финансовый директор ООО «Вессо-Линк Единая Пейджинговая», депутат Заксобрания Тверской области |
| Митрофанов, Алексей Валентинович                                    | 1962      | СР      | избран | 35 — Вологодская область, Новгородская область, Тверская область (№ 3)                                                  |                                                                                 | президент фонда поддержки ветеранов войны и труда «Права ветеранов» |
| Пахолков, Олег Владимирович                                         | 1971      | СР      | избран | 36 — Воронежская область (№ 1)                                                                                          |                                                                                 | депутат Волгоградской областной думы |
| Озеров, Андрей Александрович                                        | 1966      | СР      | избран | 37 — Ивановская область, Костромская область (№ 1)                                                                      |                                                                                 | гендиректор ЗАО «Аксон Холдинг», депутат Костромской областной думы |
| Крутов, Андрей Дмитриевич                                           | 1977      | СР      | избран | 38 — Иркутская область (№ 1)                                                                                            |                                                                                 | помощник депутата Госдумы 5 созыва по работе в Госдуме |
| Брячак, Михаил Васильевич                                           | 1957      | СР      | избран | 39 — Калининградская область, Псковская область (№ 1)                                                                   |                                                                                 | депутат Псковского областного собрания депутатов |
| Четвериков, Александр Владимирович                                  | 1972      | СР      | избран | 40 — Калужская область, Курская область, Орловская область (№ 1)                                                        |                                                                                 | депутат Госдумы 5 созыва, член комитета по энергетике |
| Горовцов, Дмитрий Евгеньевич                                        | 1966      | СР      | избран | 41 — Кемеровская область (№ 1)                                                                                          |                                                                                 | помощник депутата Госдумы 5 созыва по работе в Госдуме |
| Доронин, Сергей Александрович                                       | 1965      | СР      | избран | 42 — Кировская область (№ 1)                                                                                            |                                                                                 | руководитель отделения «Справедливой России» в Кировской области, депутат Заксобрания Кировской области |
| Ванчугов, Роман Анатольевич                                         | 1972      | СР      | избран | 44 — Республика Карелия, Ленинградская область (№ 1)                                                                    |                                                                                 | гендиректор ООО «Ленсоцжилстрой» |
| Бычкова, Евдокия Ивановна                                           | 1955      | СР      | передан мандат А. А. Курочкина (№ 1) (гендиректор ЗАО «Агрореммаш», депутат Липецкого областного Совета депутатов) | 45 — Липецкая область (№ 2)                                                                                             |                                                                                 | директор ООО «Живая вода», депутат Липецкого областного Совета депутатов |
| Романович, Александр Леонидович                                     | 1952      | СР      | избран | 46 — Московская область — Дмитровская, Коломенская, Ногинская (№ 1)                                                     |                                                                                 | депутат Московской областной думы 4 созыва |
| Москалькова, Татьяна Николаевна                                     | 1955      | СР      | избрана | 47 — Московская область — Истринская, Химкинская (№ 1)                                                                  |                                                                                 | депутат Госдумы 5 созыва, зам. председателя комитета по делам СНГ и связям с соотечественниками |
| Самиев, Ильдар Рафикович                                            | 1968      | СР      | передан мандат Н. Б. Кузьминой (№ 1) (проректор по экономике, хозяйству и строительству МГИМО) | 48 — Московская область — Люберецкая, Подольская, Серпуховская (№ 2)                                                    |                                                                                 | консультант по экономическим вопросам ООО «Астория» |
| Шеин, Анатолий Алексеевич                                           | 1956      | СР      | избран | 50 — Нижегородская область (№ 4)                                                                                        |                                                                                 | гендиректор ООО «Отряд пожарной охраны-2», депутат городской думы города Дзержинска |
| Пономарёв, Илья Владимирович                                        | 1975      | СР      | избран | 51 — Новосибирская область (№ 1)                                                                                        |                                                                                 | депутат Госдумы 5 созыва, член комитета по информационной политике, информационным технологиям и связи |
| Мизулина, Елена Борисовна                                           | 1954      | СР      | избрана | 52 — Омская область (№ 1)                                                                                               |                                                                                 | депутат Госдумы 5 созыва |
| Петров, Сергей Анатольевич                                          | 1954      | СР      | избран | 53 — Оренбургская область (№ 1)                                                                                         |                                                                                 | депутат Госдумы 5 созыва, член комитета по бюджету и налогам |
| Емельянов, Михаил Васильевич                                        | 1962      | СР      | избран | 55 — Ростовская область (№ 1)                                                                                           |                                                                                 | депутат Госдумы 5 созыва, член комитета по конституционному законодательству и государственному строительству |
| Гасанов, Джамаладин Набиевич                                        | 1964      | СР      | избран | 55 — Ростовская область (№ 2)                                                                                           |                                                                                 | депутат Госдумы 5 созыва, заместитель председателя комитета по собственности |
| Гудков, Дмитрий Геннадьевич                                         | 1980      | СР      | избран | 56 — Рязанская область, Тамбовская область (№ 1)                                                                        |                                                                                 | председатель молодёжной организации «Молодые социалисты России» |
| Музыкаев, Аднан Абдулаевич                                          | 1959      | СР      | избран | 57 — Самарская область (№ 1)                                                                                            |                                                                                 | депутат Госдумы 5 созыва, член комитета по международным делам |
| Парахин Владимир Вчеславович Вячеславович                           | 1968      | СР      | передан мандат А. Е. Полещикова (№ 1) (депутат Саратовской городской думы) | 58 — Саратовская область (№ 2)                                                                                          |                                                                                 | советник председателя правления коммерческого банка «Охотный ряд» |
| Бурков Александр Леонидович                                         | 1967      | СР      | избран | 59 — Свердловская область — Каменск-Уральская, Серовская, Центральная (№ 1)                                             |                                                                                 | депутат Госдумы 5 созыва, член комитета по транспорту |
| Черешнев Валерий Александрович                                      | 1944      | СР      | избран | 59 — Свердловская область — Каменск-Уральская, Серовская, Центральная (№ 2)                                             |                                                                                 | депутат Госдумы 5 созыва, член комитета по науке и наукоёмким технологиям |
| Носовко Геннадий Сергеевич                                          | 1975      | СР      | избран | 60 — Свердловская область — Нижнетагильская, Первоуральская (№ 1)                                                       |                                                                                 | гендиректор ООО «Монтаж-Строй» |
| Казаков Алексей Валерьевич                                          | 1977      | СР      | избран | 61 — Смоленская область (№ 1)                                                                                           |                                                                                 | зам. гендиректора ЗАО «КАБО», депутат Смоленской областной думы |
| Зотов Игорь Львович                                                 | 1959      | СР      | избран | 62 — Тульская область (№ 1)                                                                                             |                                                                                 | депутат Тульской областной думы, зам. председателя комиссии по регламенту и депутатской этике |
| Гартунг Валерий Карлович                                            | 1960      | СР      | избран | 64 — Челябинская область (№ 1)                                                                                          |                                                                                 | депутат Госдумы 5 созыва, член комитета по бюджету и налогам |
| Швецов Василий Георгиевич                                           | 1961      | СР      | избран | 64 — Челябинская область (№ 2)                                                                                          |                                                                                 | зам. гендиректора по персоналу и социальному развитию ОАО «Челябинский кузнечно-прессовый завод» |
| Грешневиков Анатолий Николаевич                                     | 1956      | СР      | избран | 65 — Ярославская область (№ 1)                                                                                          |                                                                                 | депутат Госдумы 5 созыва, зам. председателя комитета по аграрным вопросам |
| Агеев Александр Александрович                                       | 1976      | СР      | избран | 66 — город Москва — Восточная, Донская, Люблинская (№ 1)                                                                |                                                                                 | президент благотворительного фонда «Охраны и должного содержания объектов культурного наследия» |
| Гудков Геннадий Владимирович                                        | 1956      | СР      | избран | 67 — город Москва — Кунцевская, Царицынская, Центральная, Черемушкинская (№ 1)                                          |                                                                                 | депутат Госдумы 5 созыва, зам. председателя комитета по безопасности |
| Хованская Галина Петровна                                           | 1943      | СР      | избрана | 68 — город Москва — Медведковская, Тушинская, Шереметьевская (№ 1)                                                      |                                                                                 | депутат Госдумы 5 созыва, член комитета по строительству и земельным отношениям |
| Нилов Олег Анатольевич                                              | 1962      | СР      | избран | 69 — город Санкт-Петербург (№ 1)                                                                                        |                                                                                 | депутат заксобрания Санкт-Петербурга, зам. председателя постоянной комиссии по вопросам правопорядка и законности |
| Петухова, Наталья Рэмовна                                           | 1954      | СР      | избрана | 69 — город Санкт-Петербург (№ 2)                                                                                        |                                                                                 | заведующая лабораторией Центра научных исследований СПбГУЭФ, депутат Совета муниципального округа Невская застава (Санкт-Петербург) |
| Ушаков, Дмитрий Владимирович                                        | 1980      | СР      | избран | 69 — город Санкт-Петербург (№ 3)                                                                                        |                                                                                 | помощник депутата Госдумы |
| Сердюк, Михаил Иванович                                             | 1976      | СР      | избран | 71 — Ханты-Мансийский автономный округ — Югра (№ 1)                                                                     |                                                                                 | председатель некоммерческого партнерства «Социальная ответственность», депутат Думы Ханты-Мансийского автономного округа — Югры |
| Анисимов, Егор Игоревич                                             | 1987      | ЛРПР    | избран | 66 — город Москва |                                                                                 | аппарат фракции ЛДПР в Государственной Думе |

## Передача мандатов

### Послевыборные отказы
После подведения итогов выборов от депутатских мандатов отказались многие избранные кандидаты. ЦИК зарегистрировал 351 депутата Госдумы. Ещё 99 человек, которые должны были получить депутатские мандаты, решили передать их другим членам списка. Больше всего «отказников» у «Единой России»: думские места не нужны прежде всего руководителям регионов и лидерам региональных групп. От мандатов, к примеру, отказались: губернатор Томской области Виктор Кресс, воронежский губернатор Алексей Гордеев, председатель правительства Республики Хакасии Виктор Зимин и губернатор Свердловской области Александр Мишарин. Первый вице-премьер России Игорь Шувалов также отказался от мандата депутата Госдумы.
Также от своих мандатов отказались: тульский губернатор Владимир Груздев, губернатор Санкт-Петербурга Георгий Полтавченко, глава Московской области Борис Громов, губернатор Хабаровского края Вячеслав Шпорт, председатель правительства Республики Тыва и член высшего совета партии «Единая Россия» Шолбан Кара-оол, глава Липецкой области Олег Королёв, глава администрации Ивановской области Михаил Мень. Также от мандата отказался Гайзер, Вячеслав Михайлович, передав его третьему в региональной группе бывшему с 2008 года Прокурором Республики Коми Поневежскому.

### Последующие переходы мандатов
30 декабря 2011 года скончался депутат Василий Стародубцев, избранный по списку КПРФ от Тульской области. Его мандат должен был перейти к Олегу Лебедеву, который шёл следующем в списке той же самой региональной группы. Однако в середине января депутаты инициировали поправки в закон «Об основных гарантиях избирательных прав и права на референдум граждан РФ», а также к закону «О выборах депутатов Госдумы», которые изменяли порядок передачи мандатов. Суть законопроекта в том, что политическая партия сама будет решать, кому передать мандат. Однако в итоге 27 января 2012 года ЦИК всё же передал Олегу Лебедеву вакантный мандат.
17 января 2012 года депутат Сергей Боженов, избранный по списку «Единой России» от Астраханской области, был назначен президентом Медведевым временно исполняющим обязанности главы администрации Волгоградской области. После этого Сергей Анатольевич отказался от депутатского мандата. 22 февраля Центризбирком передал вакантный мандат губернатору Астраханской области Александру Жилкину. Он ожидаемо отказался (во второй раз после выборов), после чего ЦИК передал вакантный мандат следующему в региональной группе от Астраханской области Леониду Огулю, главврачу клинического родильного дома Астрахани.
13 февраля 2012 года депутат Прокопенко, Тимур Валентинович, избранный по списку «Единой России» от Саратовской области, был назначен заместителем руководителя управления по внутренней политике администрации президента. 20 февраля ЦИК передал вакантный мандат следующему в региональной группе от Саратовской области — получил Максимов Василий Юрьевич, главврач Городской клинической больницы № 8 города Саратов.
6 апреля 2012 года депутат Сергей Канчер, избранный по списку «Единой России» от Саратовской области, был назначен министром строительства и ЖКХ Саратовской области. Указ подписал губернатор области Валерий Радаев, занявший эту должность 5 апреля. 10 апреля Госдума официально лишила его мандата. 25 апреля ЦИК передал вакантный мандат следующему в региональной группе от Саратовской области Валерию Омельченко, газорезчику Энгельсского завода металлоконструкций.
20 апреля 2012 года депутат Алексей Островский, избранный по общей части списка «ЛДПР», был назначен президентом Медведевым временно исполняющим обязанности губернатора Смоленской области. 26 апреля депутаты Смоленской областной думы единогласно проголосовали за наделение депутата Островского полномочиями главы региона. 17 мая ЦИК РФ передал вакантный мандат уроженцу города Тирасполь Молдавской ССР лидеру партии «ЛДПР Приднестровье» Роману Худякову.
24 апреля 2012 года депутат Людмила Бокова, избранная по списку «Единой России» от Саратовской области, была назначена членом Совета Федерации от правительства Саратовской области. Указ подписал губернатор области Валерий Радаев, занявший эту должность 5 апреля. 15 мая Госдума официально лишила Бокову депутатских полномочий. Мандат депутата должен был перейти следующему в региональной группе от Саратовской области Ивану Бабошкину (министр сельского хозяйства области) или предпринимателю Сергею Бондаренко (последнему в региональной группе). Однако 17 мая мандат был передан кандидату из региональной группы № 30 («Хабаровский край, Еврейская автономная область») Александру Шишкину, бывшему вице-президенту компании «Русский уголь».
2 мая 2012 года депутат Валерий Зеренков, избранный по списку «Единой России» от Ставропольского края, был назначен президентом Медведевым временно исполняющим обязанности губернатора Ставропольского края. Это произошло после заявления губернатора Ставропольского края Валерия Гаевского о досрочном прекращении полномочий. Уже 4 мая Медведев внёс кандидатуру Валерия Зеренкова на пост губернатора Ставрополья, а 5 мая дума Ставропольского края наделила его полномочиями губернатора.
14 мая 2012 года депутат Юрий Эм также избранный по списку «Единой России» от Ставропольского края, был назначен Валерием Зеренковым, ставшим 5 мая губернатором Ставропольского края, на должность заместителя губернатора — руководителя аппарата краевого правительства. Эм досрочно сложил полномочия депутата. Но в ноябре 2013 года повторно стал депутатом, после рокировки с Анреем Мургой, перешедшим в краевое Правительство. В декабре 2014 года бывший депутат Госдумы V созыва и экс-руководитель краевого МВД Николай Владимирович Гончаров добился признания в Конституционном Суде повторной передачи мандата неконституционной и, как номер 8 в списке, претендует на его получение.
Освободившиеся два мандата от Ставропольского края 17 мая 2012 года ЦИК передал следующим в региональной группе Ольге Казаковой, до сентября 1992 года проживавшей в городе Луганск (председатель комитета Ставропольского края по делам молодежи в 2011 году, а с 17 января 2012 года — министр культуры Ставропольского края) и Ольге Тимофеевой, продюсеру спецпроектов сети студий коммерческого вещания Ставрополя (ООО «Ставрополь ТВ») и депутату Ставропольской городской Думы на непостоянной основе.
23 мая 2012 года депутат Екатерина Семёнова, избранная по списку «Единой России» от Тюменской области, была назначена приказом бывшего тогда губернатором Московской области Шойгу министром потребительского рынка и услуг Московской области. 5 июня Госдума приняла решение о досрочном прекращении депутатских полномочий Семёновой. 20 июня ЦИК передал свободный мандат Зелимхану Муцоеву (региональная группа № 67 «Свердловская область», № 6) уроженцу Тбилиси Грузинской ССР. Ранее Муцоев трижды избирался в Госдуму, однако в шестой созыв нижней палаты парламента не прошёл. Он занимает 66-ю строчку в рейтинге богатейших бизнесменов России по версии журнала Forbes, который оценивает его состояние в 1,5 миллиарда долларов.
25 мая 2012 года депутат Олег Морозов, избранный по списку «Единой России» от Татарстана, был назначен президентом России Путиным начальником управления президента РФ по внутренней политике вместо Константина Костина. 5 июня Госдума приняла решение о досрочном прекращении депутатских полномочий Морозова. 20 июня ЦИК передал свободный мандат Тимуру Юрьевичу Акулову уроженцу города Янгиюль Узбекской ССР (региональная группа № 16 «Республика Татарстан (Татарстан)», № 16). Акулов с начала 1990-х работал советником президента Татарстана по международным вопросам, был директором департаментом внешних связей, а в последнее время — помощником руководителя республики.
18 июня 2012 года депутат Татьяна Яковлева, избранная по списку «Единой России» от Ивановской области, была назначена заместителем министра здравоохранения РФ и таким образом перешла на работу в Минздрав. В думе шестого созыва она являлась первым заместителем председателя комитета по охране здоровья. Освободившийся мандат ЦИК 10 июля передал губернатору Ивановской области Михаилу Меню (региональная группа № 40 «Ивановская область», № 1). Мень отказался стать стать депутатом и 19 июля мандат получил Иванов Валерий Викторович (региональная группа № 40 «Ивановская область», № 3), директор туристического бюро из Иваново.
14 сентября 2012 года голосами фракций ЛДПР и Ед. России мандата был лишен Гудков, Геннадий Владимирович. По решению Президиума Спр. России мандат передали третьему в Московской региональной группе Тарнавскому Александру Георгиевичу, уроженцу города Винница, выпускнику Киевского университета. При этом был обойден второй в списке москвич экономист Кричевский, Никита Александрович.
8 ноября 2012 года депутат и глава фракции «Единая Россия» Андрей Воробьёв, избранный по списку «Единой России» от Красноярского края, был назначен исполняющим обязанности губернатора Московской области. Освободившийся мандат 21 ноября ЦИК передал депутату законодательного собрания Красноярского края Виктору Зубареву. Зубарев шёл под пятым номером в региональной группе, которую возглавлял Сергей Шойгу. Воробьев занимал в ней третье место. Виктор Зубарев ранее уже работал в Госдуме. Он заседал в пятом созыве с 2007 по 2011 год. До этого с 1997 года он был депутатом заксобрания Красноярского края. Но уже в июле 2014 года Зубарев назначен заместителем Председателя Правительства Красноярского края, а депутатский мандат получил бывший депутатом Красноярского горсовета Яшин Михаил Евгеньевич.
26 ноября 2014 года после одобрения на Генсовете партии Единая Россия мандат оставшийся после кончины Людмилы Швецовой был передан решением ЦИК РФ номеру двадцать пятому в Московской региональной группе Николаю Антошкину.

## Некоторые законопроекты
В 2013 году был принят ФЗ № 44 о контрактной системе.
20 марта 2014 года был принят законопроект о аннексии Крыма Российской Федерацией.
- За его принятие проголосовали 445 депутатов (вся фракция «Единой России», вся фракция КПРФ, вся фракция ЛДПР, 60 депутатов фракции «Справедливой России»);
- против проголосовал 1 депутат (Илья Пономарёв, фракция «Справедливой России»);
- воздержавшихся не было;
- не голосовали 3 депутата (все из фракции «Справедливой России»: Дмитрий Гудков, Валерий Зубов, Сергей Петров)[52].

## Критика
Из-за ускоренного принятия без полноценного обсуждения с обществом законов репрессивной направленности (об увеличении штрафов за нарушения на массовых акциях, о т. н. «иностранных агентах», защите детей от порнографии, Антимагнитского закона) Государственная Дума шестого созыва получила прозвище «Бешеный принтер». Большой общественный резонанс получила оговорка телеведущего Владимира Познера, который в конце 2012 года, критикуя в прямом эфире закон о запрете американцам усыновлять российских детей, назвал Государственную Думу «Государственной Дурой».
По утверждению Шарлотты Хаунхорст в Der Spiegel, «VI Дума считается самым учёным парламентом в мире: 143 из 450 депутатов имеют степень доктора наук, 71 из них может называть себя профессором».
Как отмечал в 2012 году депутат от «Единой России» Илья Костунов: «самый тупой депутат умнее среднестатистического гражданина. Не сказать, что совсем сливки общества, но тут [в Госдуме] реально умные люди».

Бесконечные запретительные законы, умопомрачительные штрафы и уголовные сроки за то, что никак не является преступлением с точки зрения современных представлений о праве, соцсоревнование депутатов в дисциплине «предложи самую безумную инициативу» — сама собой приходит мысль, что, когда ситуация в стране изменится, надо будет просто признавать шестой созыв Госдумы нелегитимным и отменять все принятые им решения оптом, не вдаваясь в детали. Благо найдутся даже формальные основания: достаточно доказать, что при честном подсчете голосов у «Единой России» не получалось бы большинства по итогам выборов в декабре 2011 года, и легитимность решений такого парламента становится весьма спорной.— Валерий Федотов (публицист, "Демократическая платформа"). Итоги Думы: Крым наш, падающая экономика и борьба с революцией, Слон.ру, 6 июля 2015